# Letzte Generation

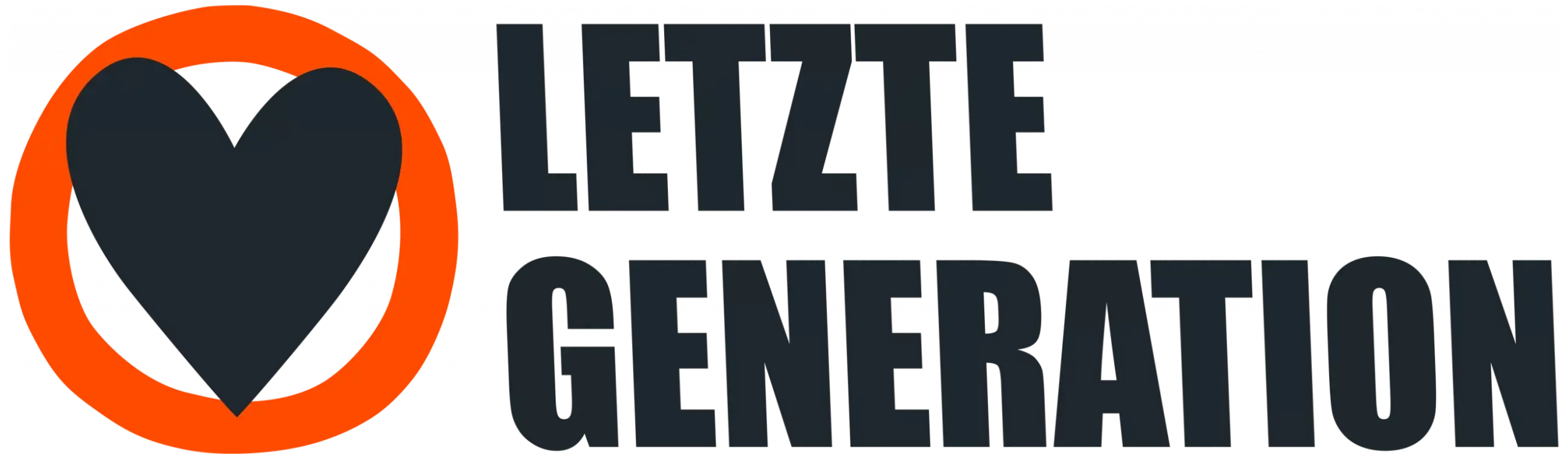
Logo der Letzten Generation

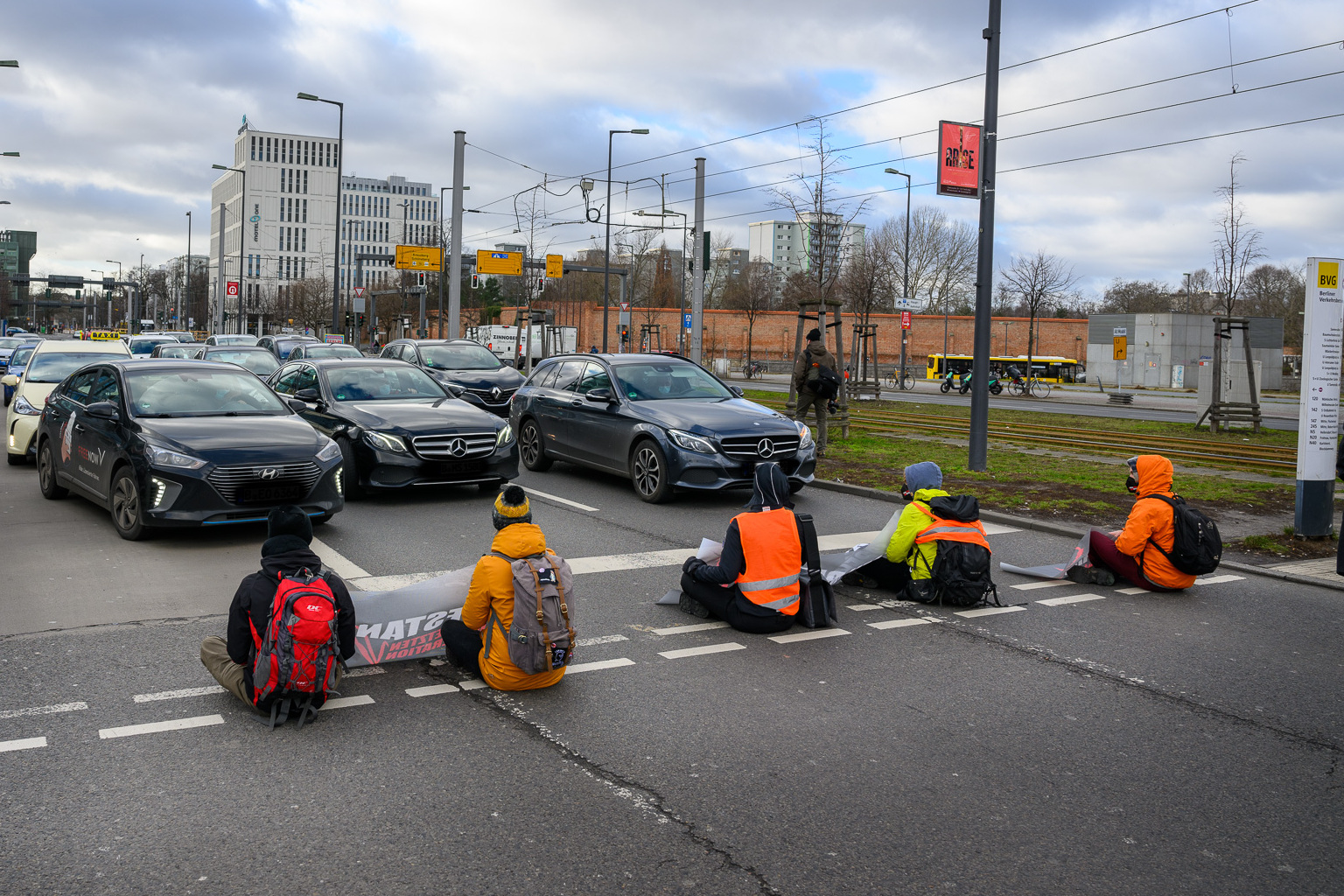
Straßenblockade am Berliner Hauptbahnhof (2022)

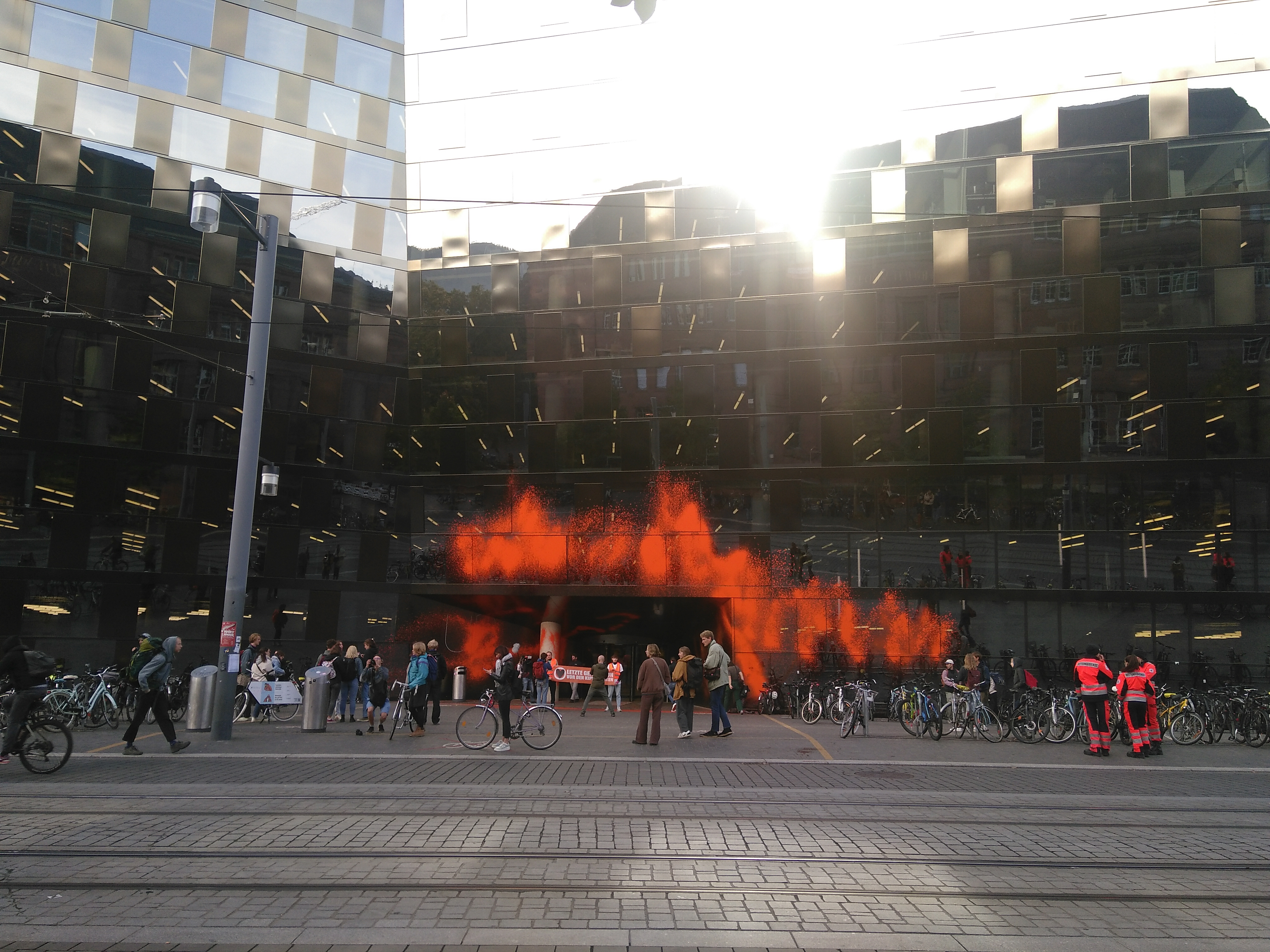
Mit oranger Farbe angesprühter Haupteingang der Universitätsbibliothek Freiburg, 2023

Die Letzte Generation (kurz LG; auch Die letzte Generation vor den Kipppunkten) ist ein Zusammenschluss und eine seit Ende 2023 eingetragene Marke von Klimaaktivisten in Deutschland. Bis August 2024 bestand die Gruppe auch in Österreich. Sie verfolgt das Ziel, durch Mittel des zivilen Ungehorsams Maßnahmen der Regierungen zur Einhaltung des Übereinkommens von Paris und des 1,5-Grad-Ziels zu erzwingen. Die Gruppe bildete sich 2021 aus Teilnehmern am Hungerstreik der letzten Generation. Die Anfang 2022 begonnenen Aktionen bezeichnen die Aktivisten als Aufstand der Letzten Generation, weil nach ihrer Ansicht die Überschreitung von Kippelementen im Erdklimasystem drohe und sie der letzten Generation angehörten, die noch in der Lage sei, „den völligen Erdzusammenbruch vielleicht noch aufzuhalten“. Aufsehen erregt die Gruppe insbesondere, weil sich die Aktivisten bei vielen Aktionen auf Straßen festkleben und den Verkehr blockieren und weil sie Gebäude mit oranger Farbe besprühen. Diese Protestformen werden von großen Teilen der Öffentlichkeit abgelehnt. Deutsche Gerichte haben Aktivisten in Strafprozessen oft wegen Nötigung verurteilt; einige wurden freigesprochen. Im Falle von Verurteilungen wurden in den meisten Fällen Geldstrafen und in einigen Fällen Freiheitsstrafen verhängt.
Nach Ansicht des Landgerichts München ist der Zweck und die Tätigkeit der Vereinigung auf die Begehung von Straftaten gerichtet. Im Beschluss vom 23. November 2023 wird auf die erhebliche Gefahr für die öffentliche Sicherheit durch die Vereinigung hingewiesen.
Ende 2024 kündigte die Gruppierung eine Umbenennung und strategische Neuausrichtung an. Sie teilte sich im Februar 2025 in Neue Generation und Widerstands-Kollektiv. Aktionen der Neuen Generation richteten sich im Frühjahr 2025 gegen „Rechte und Reiche“, Firmengebäude (Müllermilch, Tesla) wurden mit „AfD-blauer“ Farbe besprüht. Im April 2025 ließ das Widerstands-Kollektiv Luft aus Reifen privater Tesla-Fahrzeuge in Berlin und besprühte sie.

## Hintergründe

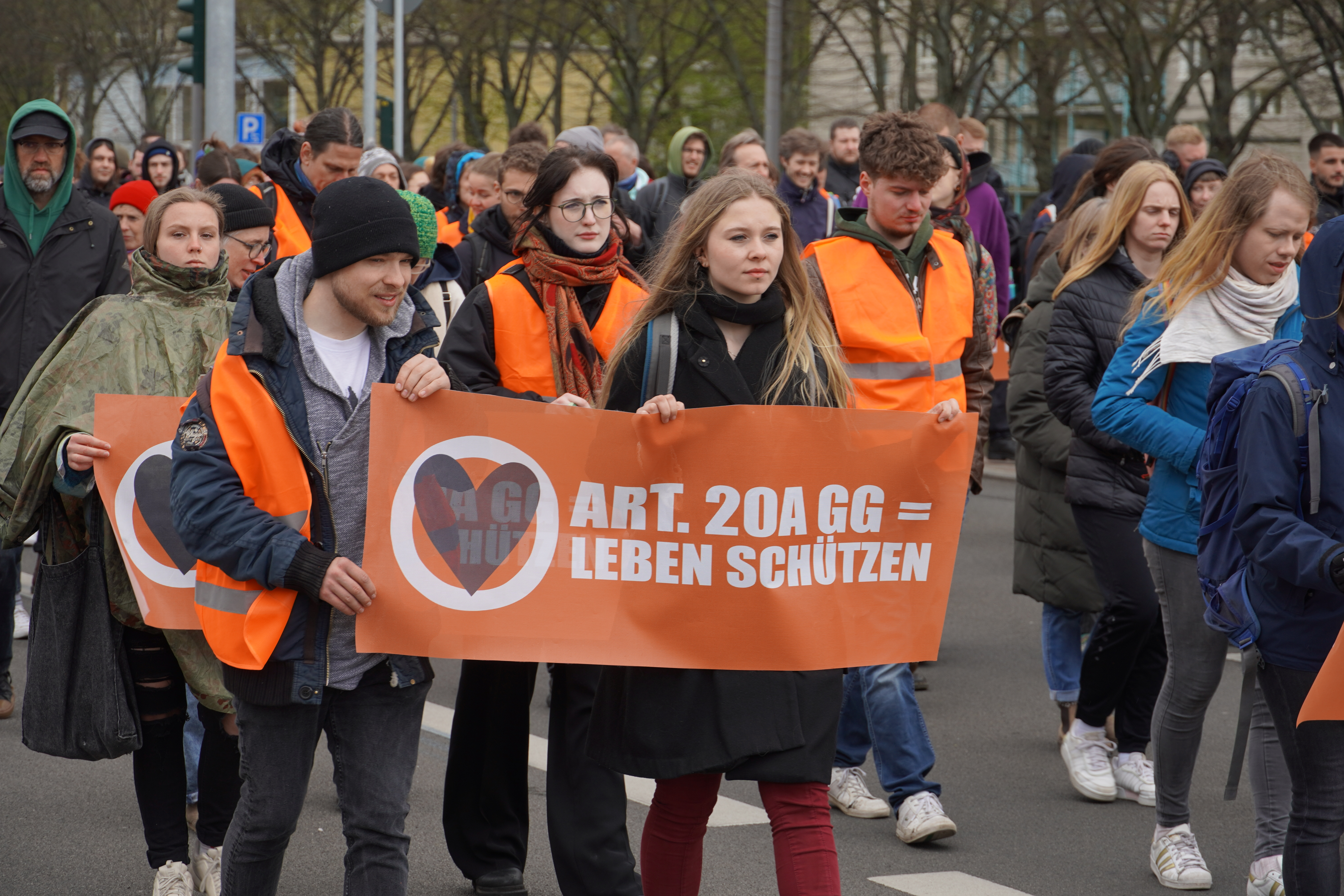
Aktivisten fordern die in Artikel 20a des Grundgesetzes aufgeführte Schutzpflicht des Staates gegenüber kommenden Generationen ein

Die Letzte Generation möchte mit ihrem Namen auf den wissenschaftlichen Konsens zum Klimawandel und das völkerrechtlich verbindliche Übereinkommen von Paris aufmerksam machen. Nach Einschätzung der Bewegung sei festzustellen, dass die derzeitige Generation die letzte sei, die etwas gegen die globale Erwärmung und das Erreichen von Kippelementen im Erdklimasystem unternehmen könne.

Diese Abbildung zeigt die Raten, mit denen die weltweiten CO_{2}-Emissionen nach 2024 sinken müssen, um den globalen Temperaturanstieg auf 1,5, 1,7 oder 2,0 Grad Celsius zu begrenzen, ohne auf Netto-Negativemissionen angewiesen zu sein.

Die Bezeichnung der Gruppe wird auch mit einem Tweet von Barack Obama in Verbindung gebracht:

“We are the first generation to feel the effect of climate change and the last generation who can do something about it.”

„Wir sind die erste Generation, die den Effekt des Klimawandels zu spüren bekommt, und die letzte Generation, die etwas dagegen machen kann.“

Die Letzte Generation verweist auch auf die Prüfberichte des Expertenrats für Klimafragen der Bundesrepublik Deutschland. Dieser hatte 2023 das Klimaschutzprogramm der Bundesregierung als unzureichend bezeichnet und einen fehlenden Einklang mit dem Bundes-Klimaschutzgesetz beklagt. Die Bundesregierung lege gemäß des Expertenrats ebenfalls nicht dar, wie die Lücke zu den Zielen für 2030 des Bundes-Klimaschutzgesetzes zu schließen sei. Dies gelte insbesondere für den Verkehrs- und Gebäudesektor.

## Ziele
Die Letzte Generation gibt unterschiedliche Ziele für ihre Aktionen aus und hat diese im Lauf der Zeit immer wieder angepasst.

### „Essen Retten Leben Retten“
Als erste Aktionsreihe führten die Aktivisten die Kampagne Essen Retten Leben Retten durch. Dabei wurde gefordert, dass die neue deutsche Bundesregierung gesetzliche Maßnahmen für eine Agrarwende bis 2030 festlegen und als erste Sofortmaßnahme gegen Lebensmittelverschwendung vorgehen sollte. Große Lebensmittelhändler sollten verpflichtet werden, noch genießbares Essen zu spenden, was ein Beitrag gegen den Hunger sei und den CO₂-Ausstoß sofort reduzieren würde. Damit dies passiere, müsse die Bundesregierung ein Essen-Retten-Gesetz nach dem Vorbild Frankreichs einbringen. Um eine umfassende Agrarwende einzuleiten, solle sich die Bundesregierung an den Vorschlägen des Bürgerrats Klima orientieren. So sollte sichergestellt werden, dass nachhaltig wirtschaftende Landwirtschaftsbetriebe besser entlohnt würden und eine „gute Ernährung“ für alle Menschen erschwinglich werden würde.
In Österreich forderte die Gruppe von der Bundesregierung, Maßnahmen gegen eine weitere Bodenversiegelung und für eine Agrarwende bis 2030 zu treffen.

### Dekarbonisierung

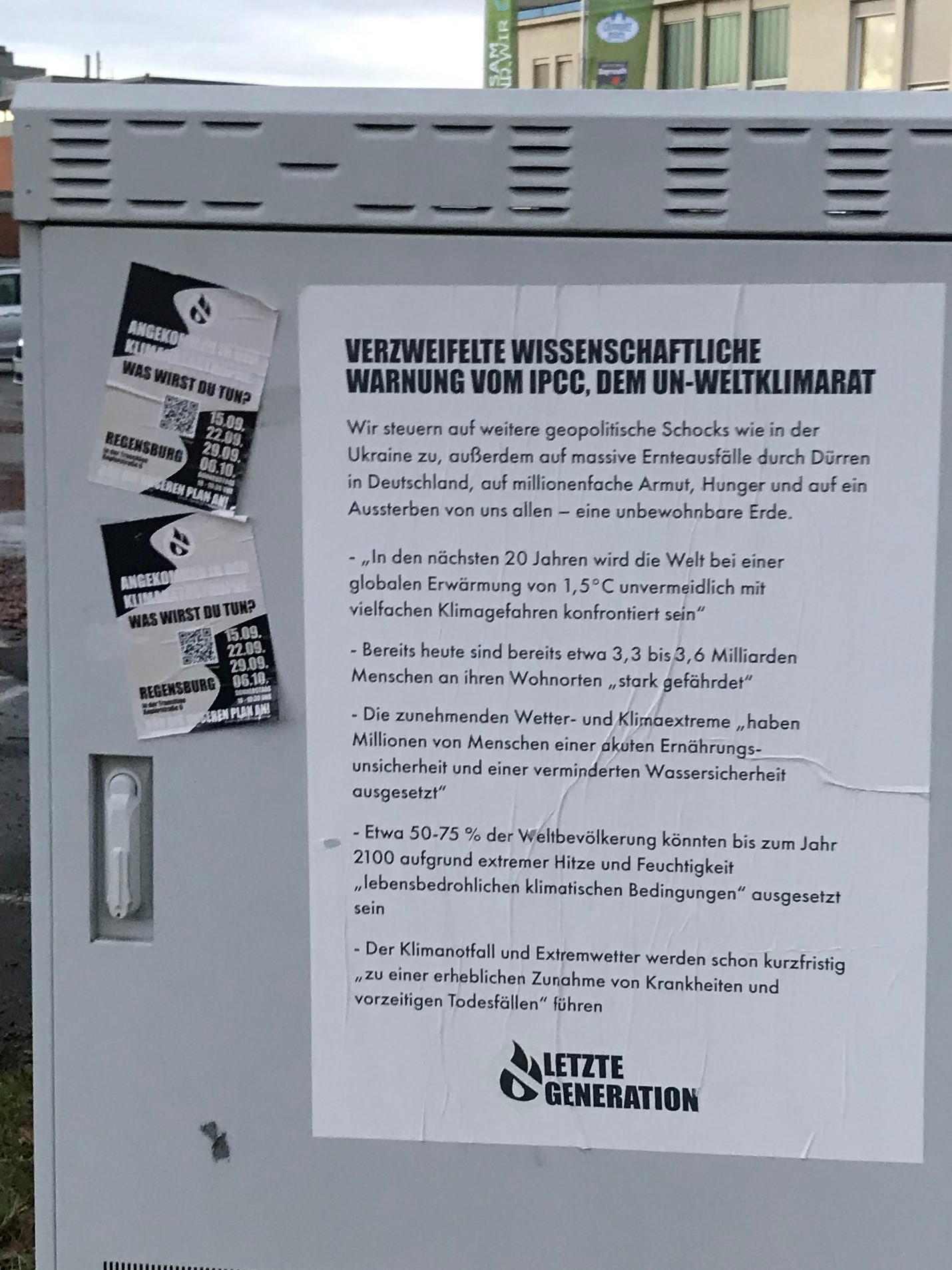
Von der Gruppe zitierte IPCC-Statements zum Klimawandel, November 2022

Sowohl mit Blick auf den Bericht des Intergovernmental Panel on Climate Change (IPCC) und die Auswirkungen des Klimawandels als auch mit Blick auf die Finanzierung des russischen Regimes und dessen Überfalls auf die Ukraine fordert die Gruppe ein Ende der staatlichen Finanzierung von Infrastruktur, die der Bereitstellung fossiler Energieträger wie Kohle, Erdöl und Erdgas dient.
Im September 2023 forderte die Letzte Generation die Bundesregierung auf, bis 2030 die Verbrennung fossiler Brennstoffe wie Kohle, Öl und Erdgas in Deutschland einzustellen.

### Tempo 100 und 9-Euro-Ticket
Im Herbst 2022 erhob die Aktionsgruppe Forderungen von zunächst einem Tempolimit von 100 km/h auf deutschen Autobahnen und einer Fortsetzung des 9-Euro-Tickets im öffentlichen Personennahverkehr (ÖPNV).

### Forderungen nach einem Gesellschaftsrat
In einem Brief vom 6. März 2023 forderte die Letzte Generation die Einsetzung eines Gesellschaftsrates aus gelosten Bürgern, der darüber beraten solle, wie Deutschland bis 2030 klimaneutral werden könne. Die Bundesregierung solle öffentlich versprechen, den Empfehlungen dieses Rats zu folgen. In dem Brief hieß es: „Sollten wir bis zum 13.03.2023 keine Antwort von Ihnen erhalten, sehen wir keine andere Möglichkeit, als gegen den aktuellen Kurs Widerstand zu leisten.“ Man werde die öffentliche Ordnung maximal stören, „bis wir von Ihnen eine Reaktion bekommen, die es unserem Gewissen erlaubt, aufzuhören“. Nachdem Hamburgs Bürgermeister Peter Tschentscher die Staatsanwaltschaft wegen versuchter Nötigung von Verfassungsorganen eingeschaltet hatte, entschuldigte sich die Letzte Generation per offenem Brief für ihre als Drohung verstandene Forderung: Es sei nie ihr Ansinnen gewesen zu drohen. In einem Brief an die Bundesregierung vom April 2023 forderten die Klimaaktivisten weiterhin die Einrichtung eines Gesellschaftsrats, formulierten dann aber versöhnlicher: „Nutzen Sie dieses Instrument, um Ihrer Aufgabe, die deutsche Gesellschaft und die Verfassung zu schützen und eine lebenswerte Zukunft zu gestalten, gerecht zu werden.“

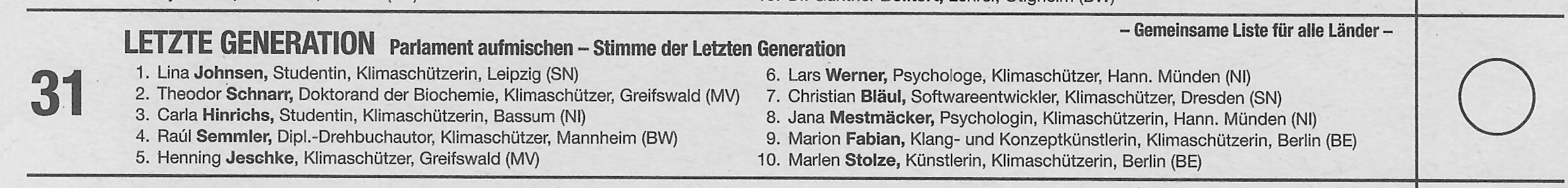
Wahlvorschlag Nr. 31 auf dem Stimmzettel für die Europawahl 2024

### Teilnahme an der Europawahl 2024
Im Februar 2024 wurde eine Sonstige Politische Vereinigung mit dem Namen Parlament aufmischen – Stimme der Letzten Generation gegründet, um zur Europawahl 2024 anzutreten. Unter den 12 Kandidaten aus verschiedenen deutschen Städten und mit zusätzlich zum Stand bzw. Beruf ergänzten Bezeichnung „Klimaschützer“ waren Lina Johnsen, Carla Hinrichs, Raúl Semmler und Henning Jeschke. Hauptpunkte des Programms sind:
1. Stärkung und Veränderung der Demokratie durch Gesellschaftsräte
2. Gerechter Ausstieg aus Öl, Gas & Kohle so schnell wie möglich
3. Soziale Gerechtigkeit weltweit
4. Unterstützung von Bewegungen für soziale und Klimagerechtigkeit

Am 29. März 2024 teilte der Bundeswahlausschuss mit, dass die Gruppe zur Wahl antreten durfte. Informationen über die Aufstellungsversammlung (zum Beispiel: Datum, Ort, Anzahl der Teilnehmer, Kreis der Eingeladenen, Gegenkandidaturen um die Spitzenplätze, Wahlergebnisse) waren nicht öffentlich bekannt.
Die Vereinigung erzielte in Deutschland 104.340 Stimmen, entsprechend 0,3 Prozent, und erreichte so keinen Sitz im Parlament.

## Strategie
Die Letzte Generation ist Teil einer internationalen Klimaprotestbewegung, deren einzelne Gruppen unterschiedliche Schwerpunkte haben und Strategien verfolgen. Anders als Fridays for Future, jedoch ähnlich wie Extinction Rebellion, arbeitet die Letzte Generation vornehmlich mit störenden Aktionen des zivilen Ungehorsams. Diese haben das Ziel, Unternehmen und Regierungen angesichts der Klimakrise zum Handeln zu bewegen. Die Letzte Generation gibt an, dass ziviler Widerstand nicht ihr bevorzugtes Mittel, jedoch angesichts der unzureichenden Klimaschutzpolitik notwendig sei, um wahrgenommen zu werden.
Die Aktivisten richten nach eigenen Angaben ihr Handeln nach einem „Protestkonsens“ der Letzten Generation aus. Der höchste Wert sei die Gewaltfreiheit. Außerdem veröffentlichen sie Fotos und Videos von sich. In der Öffentlichkeit stoßen die Proteste jedoch oft auf Ablehnung.
Anfang 2024 kündigte die Letzte Generation einen „Strategiewechsel“ und das Ende des „Kapitel des Klebens“ an. Die Entscheidung fiel mit einem internen Führungswechsel zusammen, zudem seien nicht genug „neue Leute“ zur Gruppe gestoßen, die bereit wären, die Klebeblockaden anstelle von Aktionen und Strafverfolgung erschöpfter Aktivisten fortzusetzen. Großdemonstrationen und gezielte Störaktionen gegenüber Politikern oder kritischen Infrastrukturen wie Pipelines sollen neue Hauptprotestformen werden. Tage später gaben sie bekannt, zur Wahl des EU-Parlaments 2024 anzutreten.

## Struktur

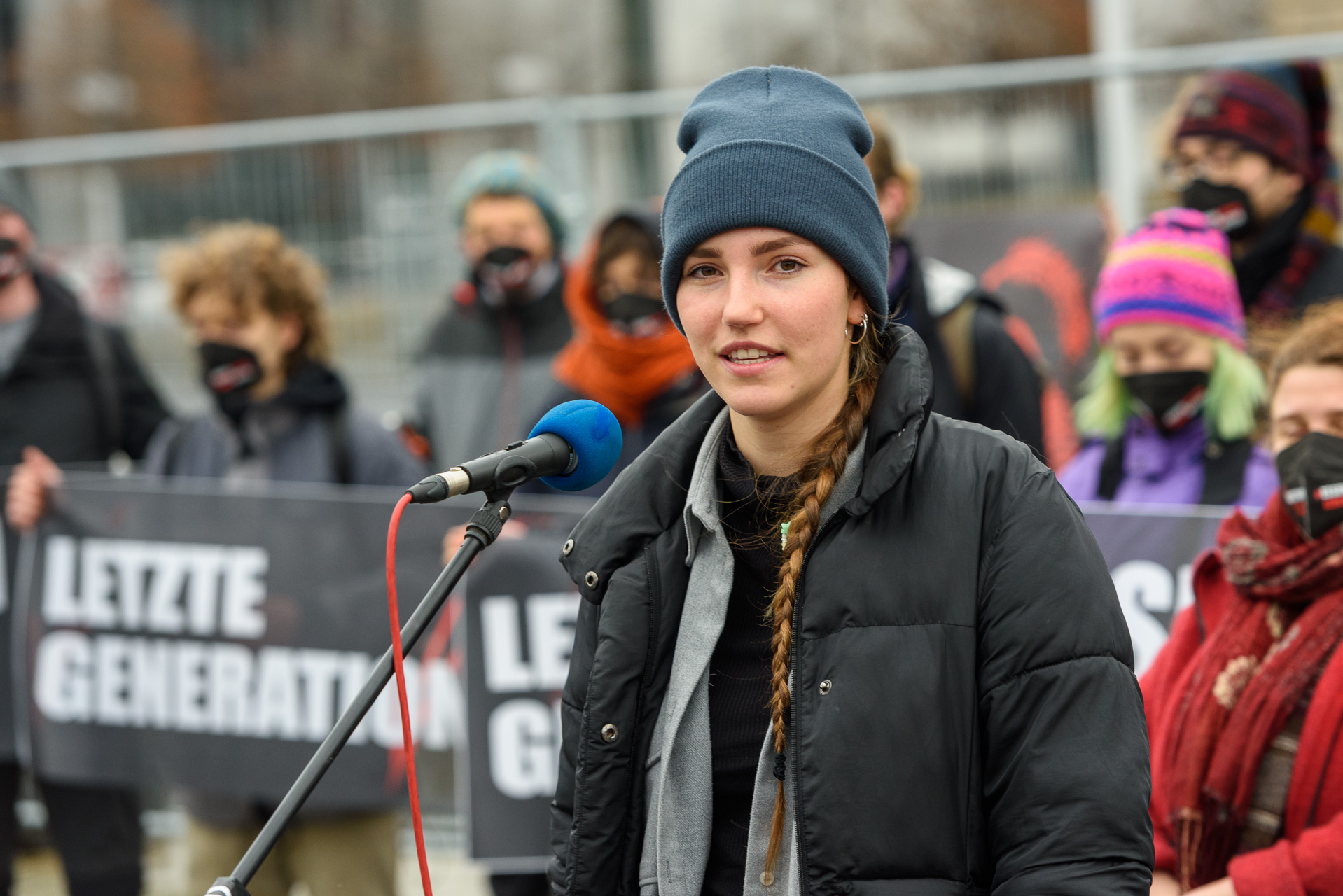
Carla Hinrichs, eine Pressesprecherin der „Letzten Generation“

Die Letzte Generation wurde im Dezember 2021 von Henning Jeschke, Lea Bonasera und Melanie Guttmann gegründet. Jeschke und Bonasera hatten vorab bereits an Aktionen von Extinction Rebellion und am Hungerstreik der letzten Generation teilgenommen. Struktur und Protestformen wurden aus den Vorgaben des A22-Netzwerks übernommen, einem internationalen Zusammenschluss von 12 nationalen Gruppen. An der Spitze der hierarchisch aufgebauten Letzten Generation stehen das dreiköpfige „Kernteam“ und darunter das „Strategieteam“, die grundlegende und strategische Entscheidungen („Kampagnenziele“) treffen und an Arbeitsgemeinschaften wie „Legalteam“, „Finanzteam“ und „Presseteam“ weitergeben. Auf dieser dritten Ebene befinden sich auch sechs regionale Strategieteams, in denen die Kampagnenziele an Gegebenheiten vor Ort angepasst werden. Diese unterweisen die auf der vierten Ebenen befindlichen lokalen Protestgruppen (die sich u. a. auf den Straßen festkleben). Im internen Sprachgebrauch führen „Bienenkönige und -innen“ diese Aktivistengruppen auf der untersten Ebene, bestehend aus den „Arbeitsbienen“, gleichzeitig „Keimzellen“, an. Festgenommenen Aktivisten stehe ein „Ermittlungsausschuss“ zur Verfügung, darüber hinaus Psychologen der Gruppe „Psychologists for Future“.
Das Alter der Aktivisten reicht von etwa 19 Jahren bis zu 73 Jahren. Laut Selbstangaben arbeitet die Mehrheit nebenbei, andere haben ihr Studium aufgegeben oder unterbrochen, um sich ganz dem Aktivismus zu widmen. Die genaue Zahl der Mitglieder ist unklar; Schätzungen reichen im Jahr 2022 von 80 bis 600 bzw. mehreren Hundert Mitgliedern. Eine Aktivistin gab im Dezember 2022 an, die Aktionen hätten mit 30 Menschen begonnen, die auf 750 angewachsen seien. Laut Welt am Sonntag befanden sich im Februar 2023 in einer öffentlich zugänglichen Liste persönliche Daten von mehr als 2200 Personen. Anfang 2023 schloss sich der Journalist Raphael Thelen der Gruppierung an, Lorenz Rollhäuser beteiligte sich 2023 an einer Straßenblockade. Einige Polizisten sind für die „Polizeivernetzung“ aktiv.
Im Oktober 2023 kündigte Sprecherin Carla Hinrichs an, dass sich drei der sechs Mitglieder der Kerngruppe aus dieser zurückziehen würden. Gründungsmitglied Henning Jeschke wechsle in das Strategieteam des A22-Netzwerks. Das dreiköpfige Gründungsteam solle ein Vetorecht behalten. Die Kerngruppe war unter anderem wegen des Umgangs mit Roger Hallam, dem britischen Umweltaktivisten und Vordenker der Letzten Generation, in die Kritik geraten.
Seit Ende 2023 ist die Marke „Letzte Generation“ und die dazugehörende bildliche Markendarstellung beim Deutschen Patent- und Markenamt für den Klima und Umweltaufklärung für den Erhalt der lebenssichernden Ökosysteme e. V. eingetragen und geschützt.
Am 6. August 2024 kündigte die Letzte Generation Österreich per Presseaussendung das Ende der Klimaproteste an, zumal man „keine Perspektive für Erfolg mehr“ sehe.

## Aktionsformen
Eigenen Angaben zufolge führte die Aktionsgruppe im Zeitraum von Januar bis Oktober 2022 rund 370 Aktionen durch. Laut einem Lagebild des Bundeskriminalamtes von Juni 2023 sind Personen aus der Gruppierung Letzte Generation seit Anfang 2022 verantwortlich für 580 Straftaten, bei denen 740 Personen in Erscheinung getreten sind. Bei den Delikten handelte es sich überwiegend um Nötigungen und Sachbeschädigungen.

### Hungerstreiks
Im August 2021 begannen Klimaaktivisten, die zuvor auch bei Fridays for Future, Extinction Rebellion und anderem aktiv waren, den Hungerstreik der letzten Generation, woraus sich dann der Aufstand der Letzten Generation und die Gruppe Letzte Generation entwickelte.

### Container-Aktionen

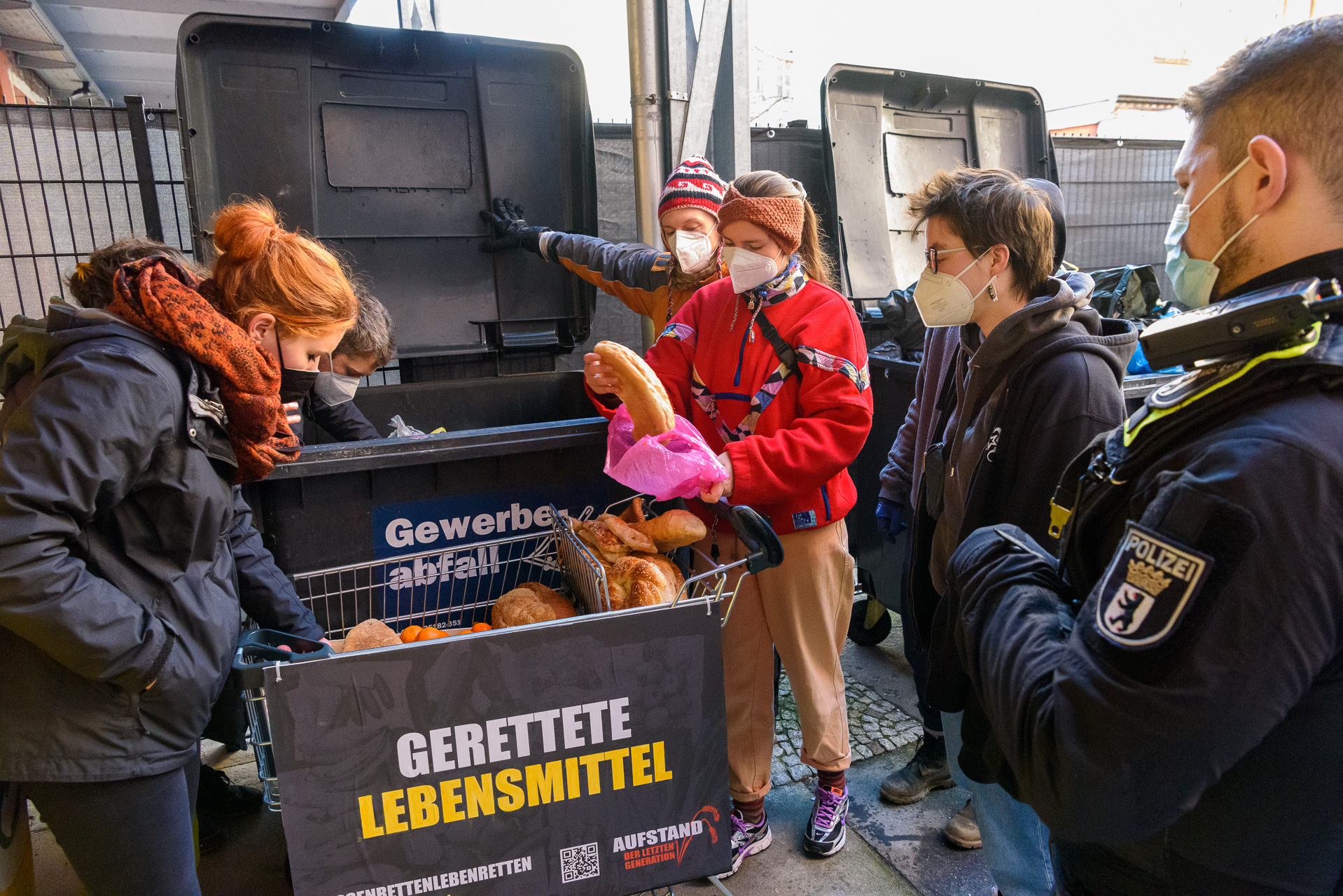
Container-Aktion der Gruppe in Berlin (2022)

Um darauf aufmerksam zu machen, dass ein erheblicher Teil der produzierten Lebensmittel weggeworfen wird, führte die Gruppe deutschlandweit Container-Aktionen durch. Vor allem in der Frühphase der Letzten Generation entnahmen Aktivisten weggeworfene Lebensmittel aus Supermarktmülltonnen, verschenkten diese in verschiedenen Städten öffentlich unter Hinweis auf die illegale Herkunft oder warfen sie bei Straßenblockaden auf die Fahrbahn. Einige Aktivisten zeigten sich aus Protest gegen die rechtliche Einordnung des Containerns als Diebstahl selbst an. Somit soll mediale Aufmerksamkeit auf das Thema gelenkt werden. In der Schweiz hatten Gerichte schon in früheren Jahren festgestellt, dass es sich bei Containerentnahmen nicht um Diebstahl handelt.

### Blockierung von Infrastruktur

#### Verkehr (Beispiele)

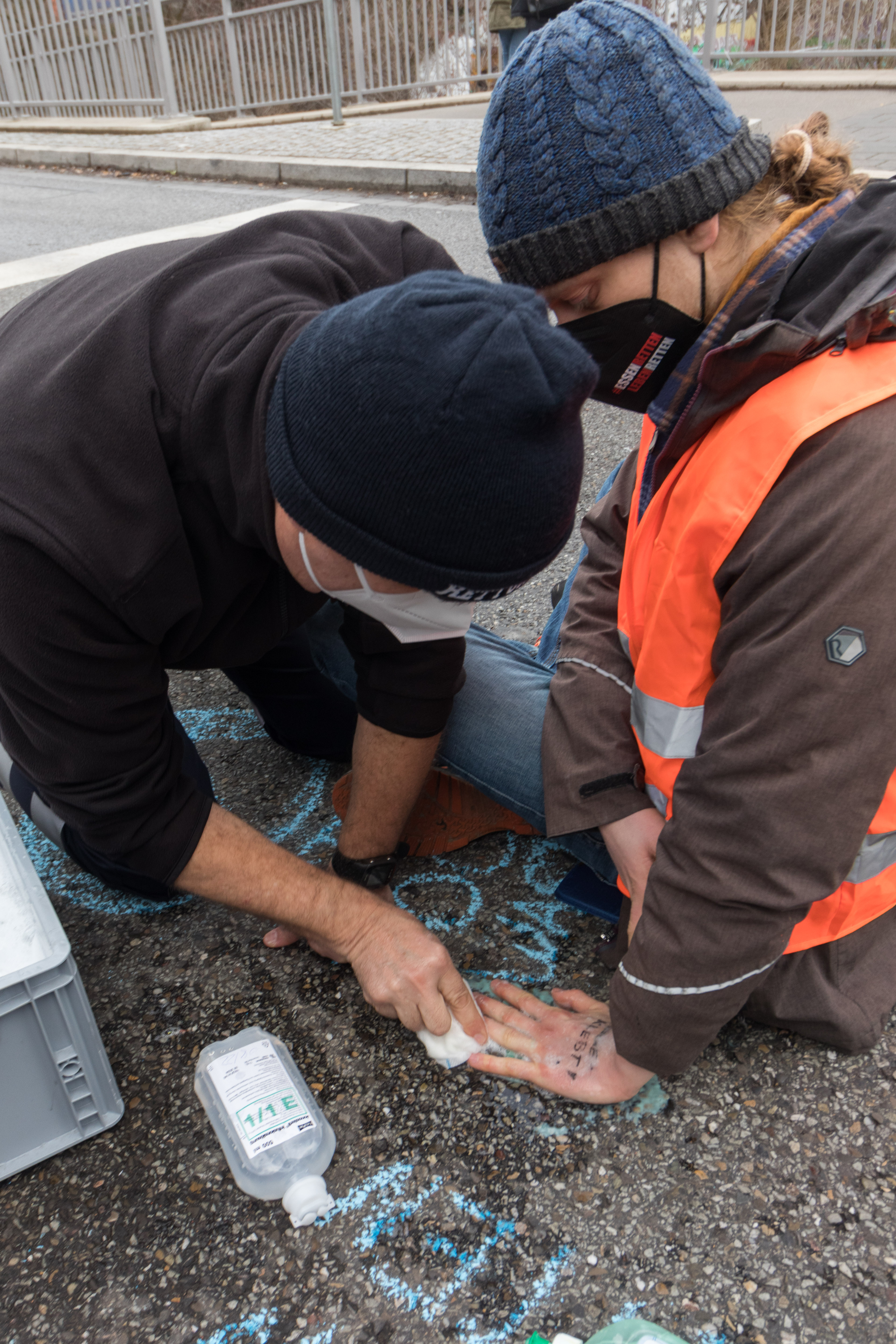
Ein Freiburger Arzt löst die Handfläche eines am Asphalt festgeklebten Aktivisten, auf dessen Handrücken ein Hinweis zum Klebstoff zu lesen ist (2022)

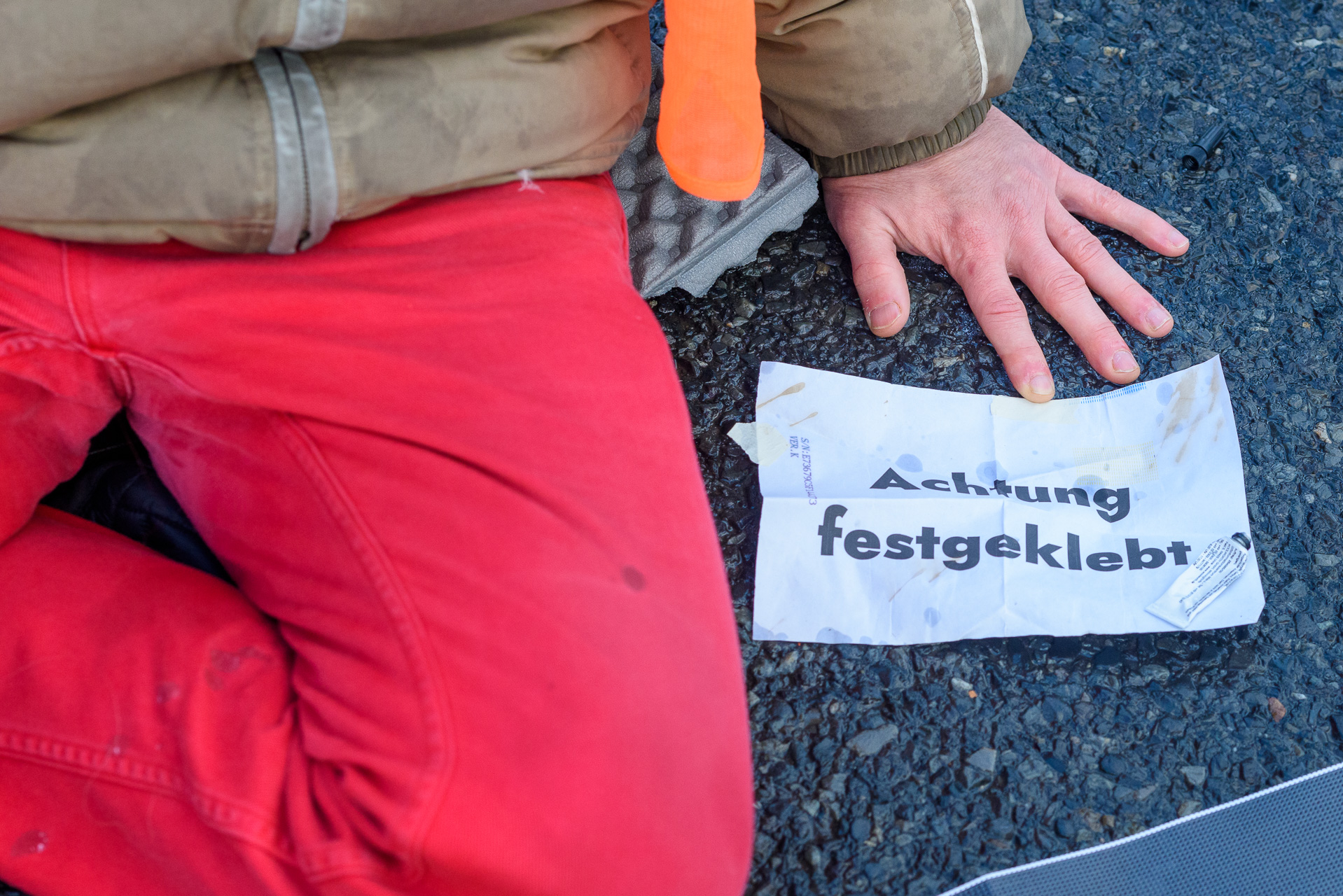
Hand mit Warnschild „Achtung festgeklebt“, darauf Tube mit Kleber (Berlin, 2022)

Straßenblockaden waren die zentrale Aktionsform der Gruppe, die sich hierbei an der britischen Klimaschutz-Aktionsgruppe Insulate Britain orientierte. Um die Räumung der Straßenblockaden durch die Polizei zu erschweren, klebten sich Aktivisten dabei regelmäßig mit ihren Hand- oder Fußflächen mit Sekundenkleber, Bauschaum oder Schnellbeton („Betonhände“) auf der Straße fest. Die Blockadetechnik geht auf die britische Aktivistin Penny Eastwood, genannt Super Glue Penny, zurück. Wegen dieser Protestaktionen etablierte sich der von Bild geprägte, oftmals abwertend gebrauchte Begriff „Klimakleber“, der vereinzelt auch von Aktivisten selbst gebraucht wird und 2024 Einzug in den Duden fand. Um weitere Mitstreiter zu gewinnen, führten Aktivisten für Interessierte deutschlandweit einschlägige Aktionstrainings durch. Im Januar 2024 kündigte die Gruppe an, in Zukunft nicht mehr mit Klebeaktionen für ihre Ziele protestieren, sondern auf andere Protestformen zu setzen.
Im November 2021 forderten Mitglieder der Letzten Generation im Gespräch mit Olaf Scholz (damals designierter Bundeskanzler), innerhalb von 100 Tagen ein Gesetz in den Bundestag einzubringen, um das Wegwerfen von Lebensmitteln zu verbieten. Andernfalls werde die Gruppe mit Straßenblockaden ihren politischen Forderungen Nachdruck verleihen. Scholz lehnte dies ab.
Am 24. Januar 2022 blockierten Aktivisten erstmals Autobahn-Anschlussstellen rund um Berlin. Allein im ersten Monat registrierte die Berliner Polizei 44 Blockaden, bei denen 180 Menschen vorläufig festgenommen wurden. In zwölf Fällen ordneten Richter einen 24-stündigen Unterbindungsgewahrsam an, um weitere Taten zu verhindern. Zur Bündelung der Ermittlungen richtete das Landeskriminalamt Berlin die Ermittlungsgruppe „EG Asphalt“ ein. Berlin war von Anfang an am stärksten von den Blockaden betroffen. Die Aktivisten weiteten im Laufe des Jahres ihre Straßenblockaden auf ganz Deutschland aus. Seit Februar 2022 blockiert die Gruppe zudem Verkehrsknoten und Autobahnen in Österreich.
Nach Ablauf eines weiteren Ultimatums an Olaf Scholz zur Einbringung eines „Essen-Retten-Gesetzes“ in den Bundestag, kündigte die Gruppe im Februar 2022 an, die Blockaden auf Luft- und Schiffverkehr auszuweiten. Etwa 35 Aktivisten blockierten Teile des Hamburger Hafens und die Köhlbrandbrücke. Nach eigenen Angaben vergoss die Gruppe zudem 60 Liter Rapsöl auf der Fahrbahn der Brücke; sie wollte damit eine „Störung des todbringenden Alltags“ erreichen. Zwei Aktivisten sprangen in das Hafenbecken, um den Schiffsverkehr zu stören. Kurz darauf blockierten Aktivisten die Zufahrtsstraßen zu Flughäfen in Berlin, Frankfurt am Main und München.
Im April 2022 führte die Gruppe in Frankfurt am Main innerhalb einer Woche rund 20 Blockadeaktionen an neuralgischen Verkehrsknotenpunkten durch. Einige Teilnehmer klebten sich auf der Fahrbahn fest und verteilten eine ölartige Flüssigkeit auf der Fahrbahn, wodurch vier Radfahrer stürzten und sich zum Teil verletzten. Insgesamt wurden fast 200 Personen festgenommen und etwa 140 Ermittlungsverfahren eingeleitet, unter anderem wegen Nötigung, gefährlichen Eingriffs in den Straßenverkehr, Körperverletzung und Sachbeschädigung. Über 30 Personen wurden längerfristig in Gewahrsam genommen.
Bei neuerlichen Straßenblockaden im Oktober 2022 in Berlin wurde teils scharfe Kritik an den Aktivisten geäußert, weil ein Rettungsfahrzeug der Feuerwehr aufgrund einer Blockade verspätet an einem Unfallort eintraf. Die Gruppe teilte mit, dass man bestürzt sei. Das Unfallopfer starb am 3. November 2022. Allerdings teilte die Berliner Staatsanwaltschaft im April 2023 mit, dass gegen die beteiligten Aktivisten keine Anklage wegen eines Tötungs- oder Körperverletzungsdelikts erhoben werde, da diese „nicht fahrlässig für den Tod der Frau verantwortlich“ sind. Der Tod der Frau hätte auch bei rechtzeitiger Hilfe nicht verhindert werden können.
Am 3. November 2022 klebten sich Aktivisten in München an eine Straße am Stachus. Wenige Stunden nach der Blockadeauflösung wiederholten 15 Aktivisten die Aktion. Die Polizei beantragte für sie einen einmonatigen Unterbindungsgewahrsam nach dem bayerischen Polizeiaufgabengesetz. Die Aktion war eine Solidaritätsbotschaft an zuvor in Unterbindungsgewahrsam genommene Mitglieder der Gruppe Scientist Rebellion.
Am 24. November 2022 drang eine Gruppe von Aktivisten in das Gelände des Flughafens Berlin Brandenburg ein und klebte sich auf dem Rollfeld fest, woraufhin der Flugbetrieb vorübergehend eingestellt werden musste. Mehrere Aktivisten wurden in Gewahrsam genommen und Anzeigen wegen gefährlichen Eingriffs in den Flugverkehr, Störung öffentlicher Betriebe, Hausfriedensbruchs und Sachbeschädigung erstattet. Am 8. Dezember 2022 drangen Aktivisten in das Gelände des Flughafens Berlin Brandenburg und des Flughafens München ein, woraufhin es zu Rollfeldsperrungen und Beeinträchtigungen des Flugverkehres kam. Ein Flugzeug mit einem Notfallpatienten konnte erst mit 20-minütiger Verspätung in München landen.
Im Verlauf des Jahres 2023 wurden nach eigenen Angaben 1250 Straßen blockiert.
Am 5. Mai 2023 drangen Aktivisten nach dem Durchschneiden des Zaunes erneut in das Gelände des Flughafens Berlin Brandenburg ein, um nach eigenen Angaben „Privatjets als gefährliche Gegenstände“ zu markieren. Bei der Aktion wurde ein Kleinflugzeug mit oranger Farbe besprüht.
Am 13. Juli 2023 schnitten sich Aktivisten durch Sicherheitszäune und klebten sich auf Zubringerwegen in der Nähe von Start- und Landebahnen der Flughäfen Hamburg und Düsseldorf fest. In Hamburg mussten zum Ferienbeginn 50 Flüge (Abflüge und Ankünfte) annulliert werden, in Düsseldorf mehrere. Daneben gab es Verspätungen und Umleitungen. Justizminister Marco Buschmann wies auf Schadensersatzforderungen in Millionenhöhe hin. Tags darauf wurde der morgendliche Berufsverkehr in 26 Städten blockiert. In Bamberg wurde bereits einige Tage zuvor der Feierabendverkehr von den Klimaaktivisten blockiert.
Laut einem Medienbericht vom 17. Dezember 2023 erhob die Fluggesellschaft Eurowings (stellvertretend für alle Lufthansa-Töchter) wegen der Blockadeaktionen an den Flughäfen Berlin, Düsseldorf und Hamburg eine Schadenersatzforderung in Höhe von insgesamt 740.000 Euro.

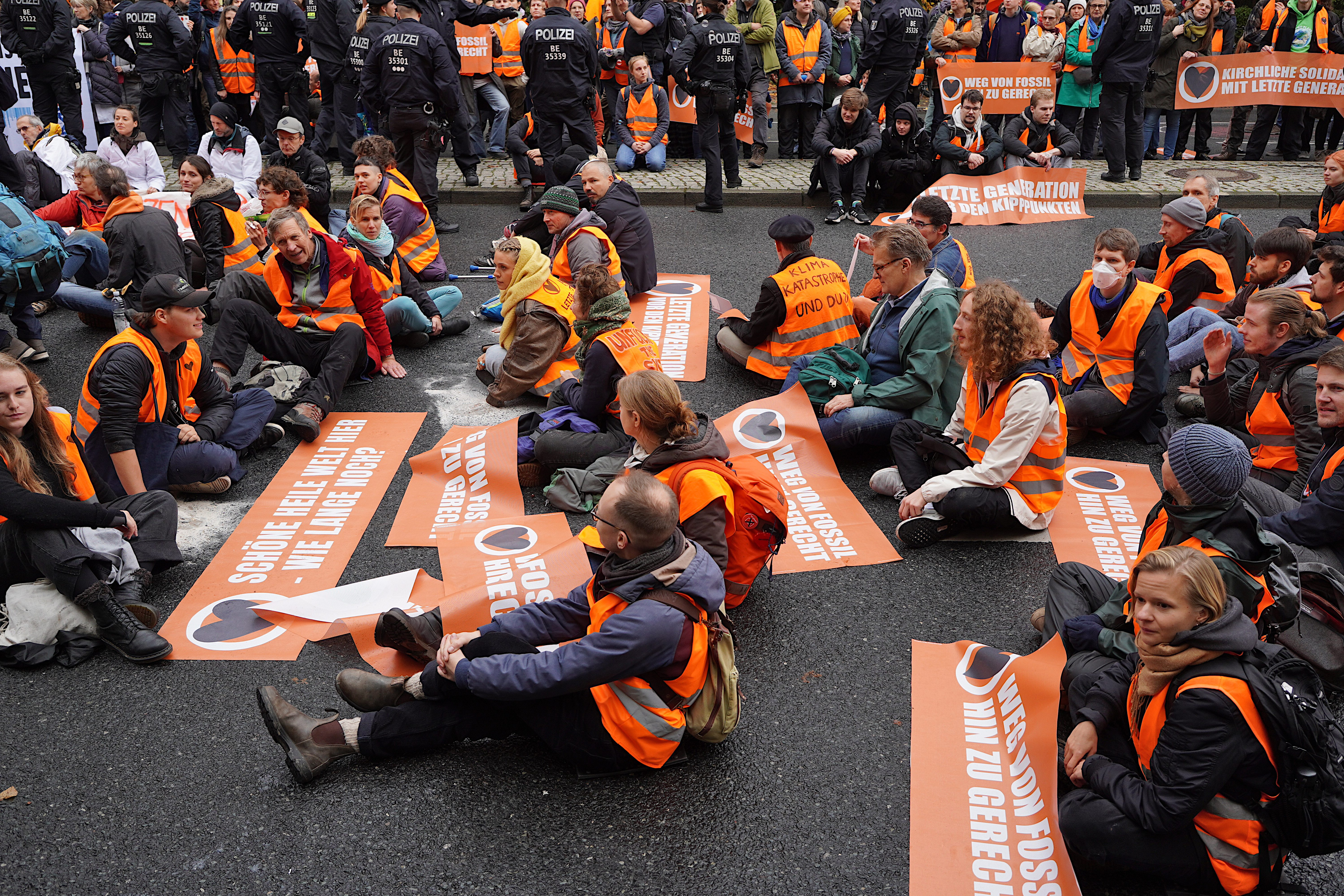
Aktivisten blockieren die Straße des 17. Juni im Oktober 2023

Am 28. Oktober 2023 blockierten mehrere hundert Aktivisten der Letzten Generation, zum Teil klebend, die Straße des 17. Juni in Berlin, vier Wochen später fand eine ähnliche Blockade ohne Klebungen statt. Am 20. November 2023 betonierten sich Aktivisten der Letzten Generation auf der Südautobahn (A2) bei Vösendorf in Niederösterreich auf der Straße fest.
Am 16. März und 20. April 2024 führte die Letzte Generation zeitgleich in mehreren deutschen Städten angezeigte bzw. nicht angezeigte „Ungehorsame Versammlungen“ mit jeweils etwa hundert Teilnehmern durch. Gemäß der geänderten Strategie wurden dabei Straßen blockiert, ohne dass Aktivisten sich festklebten.

#### Energie
Im April und Mai 2022 versuchten Aktivisten, die Notabschaltung von Ölpipelines zu manipulieren, um den Ölfluss zu stoppen. Dies erfolgte an mehreren ostdeutschen Orten, so in Demmin, Schwedt und Strasburg. Die Polizei entfernte die teilweise angeketteten und angeklebten Aktivisten, nahm sie längerfristig in Gewahrsam und leitete Ermittlungsverfahren wegen Hausfriedensbruchs, Sachbeschädigung und Störung öffentlicher Betriebe ein.
Das Landgericht Neubrandenburg im Oktober 2022 und das Oberlandesgericht Rostock im März bzw. April 2023 befanden die Besetzung von Erdölpumpstationen der Raffinerie in Schwedt als Hausfriedensbruch, verneinten eine Rechtfertigung und untersagten unter anderem, Eingriffe an technischen Einrichtungen, wie insbesondere Pump- und/oder Zwischenpumpstationen, vorzunehmen sowie die Veröffentlichung der angefertigten Protestbilder im Rahmen einer einstweiligen Verfügung. „Wenn jeder meinen würde, er könne – wenn ihm etwas nicht gefällt – eine Straftat begehen, dann landen wir im Chaos“, hatte ein Sprecher des Landgerichts kommentiert.

### Aktionen an Gebäuden
Das Bundeskanzleramt in Berlin war wiederholt von Aktionen betroffen: Am 14. Dezember 2021 schrieben fünf Aktivistinnen der Gruppe die Forderung „Essen Retten Agrarwende Gesetz jetzt! 2030“ auf die Fassade. Die Polizei schritt ein und ließ den Schriftzug entfernen. Am 12. Februar 2022 pflanzten Aktivisten auf einer Rasenfläche vor dem Gebäude Kartoffeln an. Am 22. Juni 2022 beschmierten etwa 20 Aktivisten eine Wand des Bundeskanzleramtes mit schwarzer Flüssigkeit und zeigten Transparente mit der Aufschrift „Öl sparen statt bohren“. Sie verlangten von Bundeskanzler Olaf Scholz (SPD) eine Erklärung, dass keine neue Infrastruktur für fossile Energieträger gebaut wird.

Darüber hinaus gab es auch Aktionen an anderen politischen Gebäuden: In Berlin rissen im April 2022 als Bauarbeiter verkleidete Aktivisten vor dem Bundeswirtschaftsministerium den Bürgersteig auf und legten Rohre mit der Aufschrift „Qatar Stream“ ab. Außerdem beschmutzten sie die Fassade des Ministeriums mit einer schwarzen Flüssigkeit aus Protest gegen die Pläne, Erdöl in der Nordsee zu fördern. 

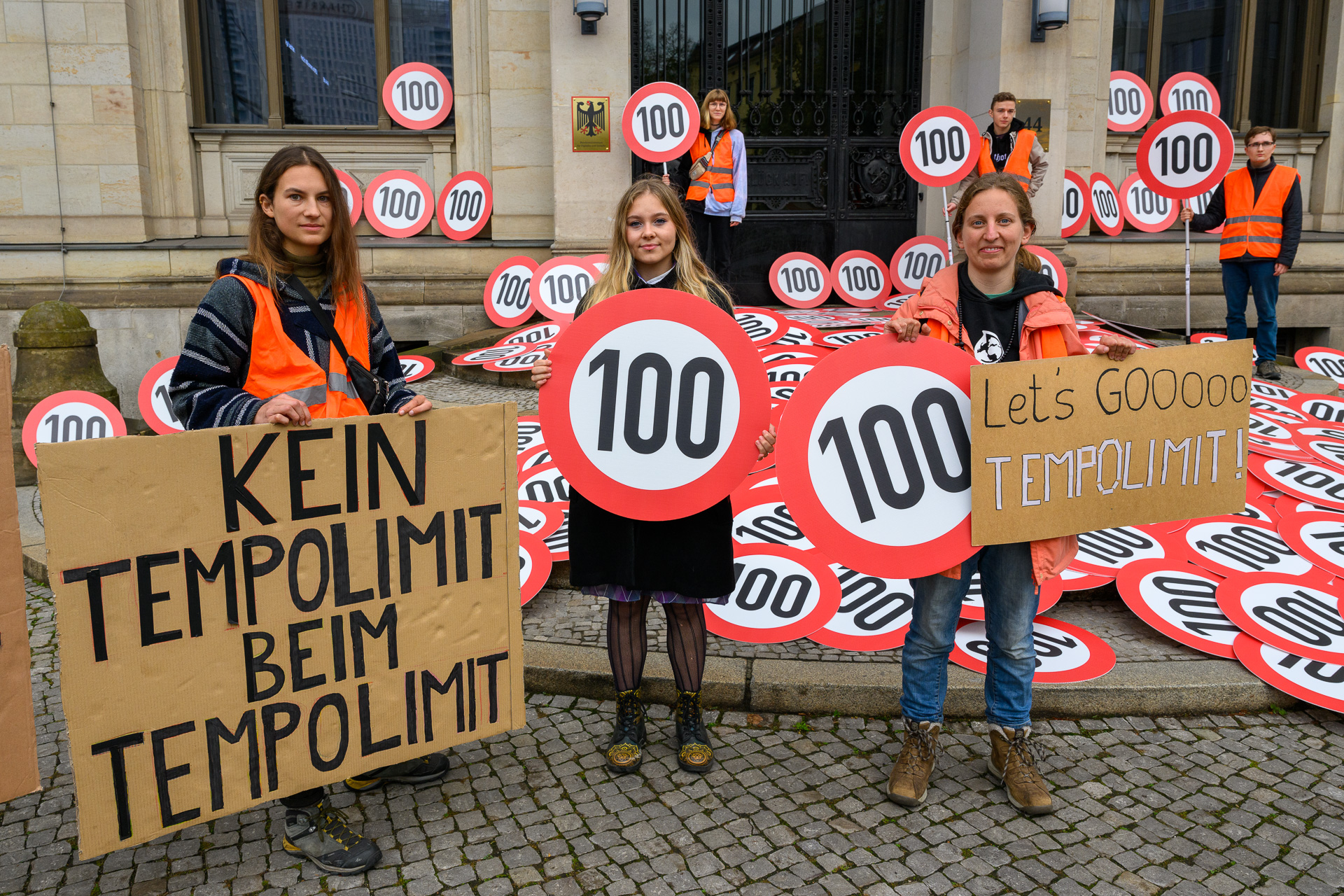
Aktion für Tempo 100 vor dem Bundesverkehrsministerium (2022)

Im Oktober 2022 legten Aktivisten mehr als 500 Tempo-100-Schilder vor dem Bundesverkehrsministerium ab. Verkehrsminister Volker Wissing hatte die Einführung selbst eines vorübergehenden Tempolimits abgelehnt, mit der Begründung, dass dafür nicht genügend Schilder auf Lager wären.
Am 2. November 2022 besprühten Aktivisten die Parteizentralen von SPD, Bündnis 90/Die Grünen und FDP in Berlin großflächig mit oranger Farbe. Die Aktionen richteten sich gegen die Ampelkoalition, weil sie „keinen Plan gegen den Klimakollaps“ habe. Am 15. Dezember 2022 klebten sich Aktivisten vor mehreren Einfahrten der Tiefgarage des Deutschen Bundestages in Berlin fest. Zwei weitere Aktivisten konfrontierten vor einem Eingang des Reichstagsgebäudes ankommende Abgeordnete mit ihren Anliegen.
Zwei Tage nach der Blockade der Leipziger Jahnallee, am 11. Mai 2022, besetzten Mitglieder der Gruppe und Studierende Teile des Geländes der Universität Leipzig, vornehmlich des Auditorium maximum. Die Besetzer forderten durch die Rektorin der Universität, Eva Inés Obergfell, eine Positionierung „offiziell, öffentlich und gerichtet an Bundeswirtschaftsminister Robert Habeck (Bündnis 90/Die Grünen) gegen den Neubau von fossilen Infrastrukturprojekten“, insbesondere „gegen neue Ölbohrungen in der Nordsee“. Die Besetzung endete am 13. Mai mit einer gemeinsamen Erklärung der Protestierenden und der Universitätsleitung.
Im Rahmen der Besetzung und Räumung von Lützerath wurde die RWE-Zentrale in Essen besprüht.
Am 16. Oktober 2023 besprühten Aktivisten in einer synchronisierten Aktion u. a. den Haupteingang der Technischen Universität Berlin, das Audimax der Universität zu Lübeck, den Eingang der Neuen Universität in Heidelberg, die Universität Bremen und die Universitätsbibliothek in Freiburg. Im gleichen Monat gab es ähnliche Aktionen an Gebäuden der Universität Graz, des Karlsruher Instituts für Technologie und der Eberhard Karls Universität Tübingen.

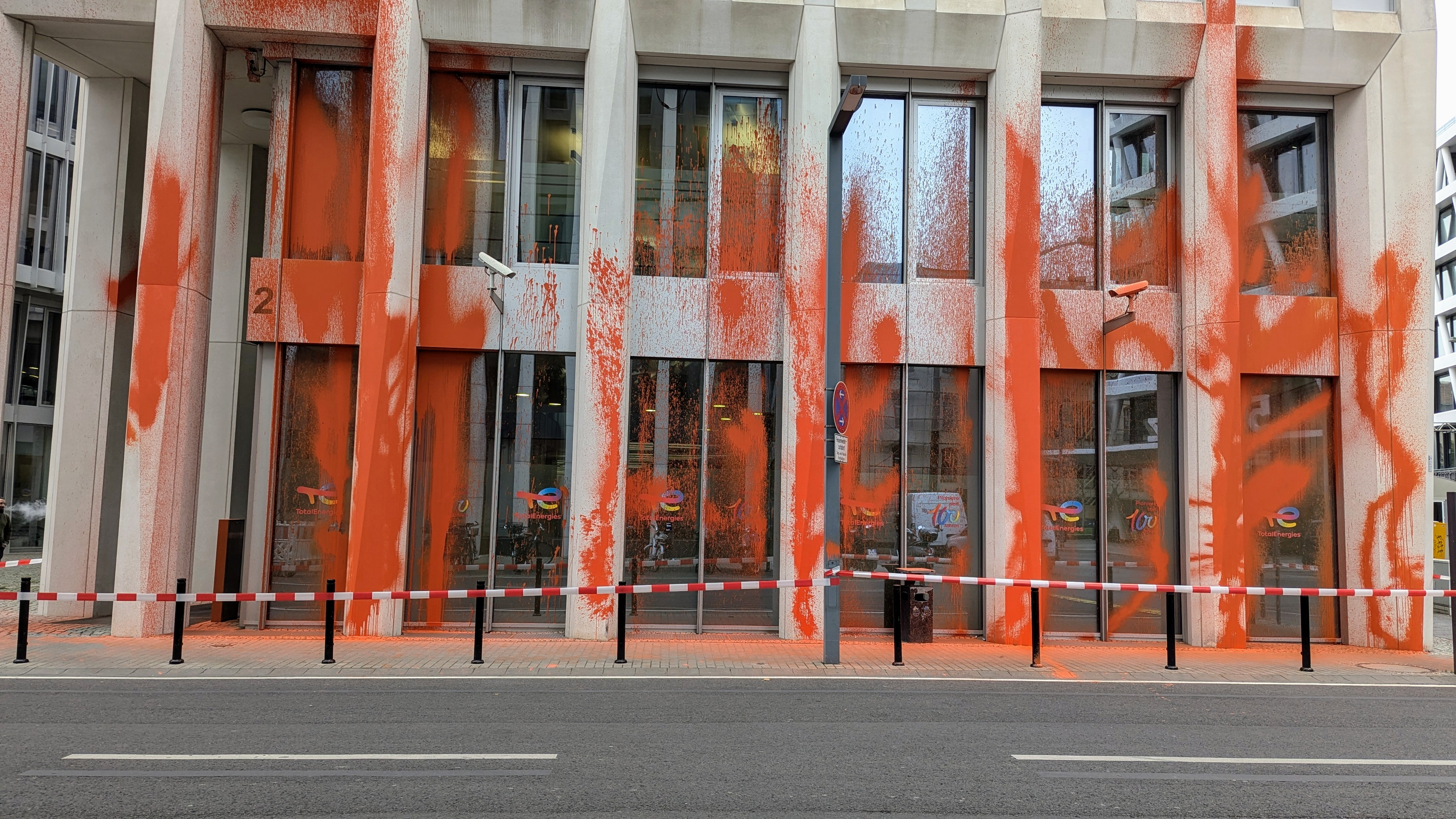
Protestaktion gegen TotalEnergies am Gebäude der Firmenzentrale in Berlin. (06.11.2024)

Am 6. November 2024 besprühten Aktivisten der Letzten Generation das Gebäude Tour TotalEnergies in Berlin-Moabit, in dem das gleichnamige Energie-Unternehmen seine Deutschland-Zentrale hat, mit oranger Farbe. Ziel der Protestaktion war es, Aufmerksamkeit vor dem geplanten Gasgipfeltreffen zu erreichen, bei dem es unter anderem um die Versorgung mit LNG geht.

### Aktionen an Kulturobjekten

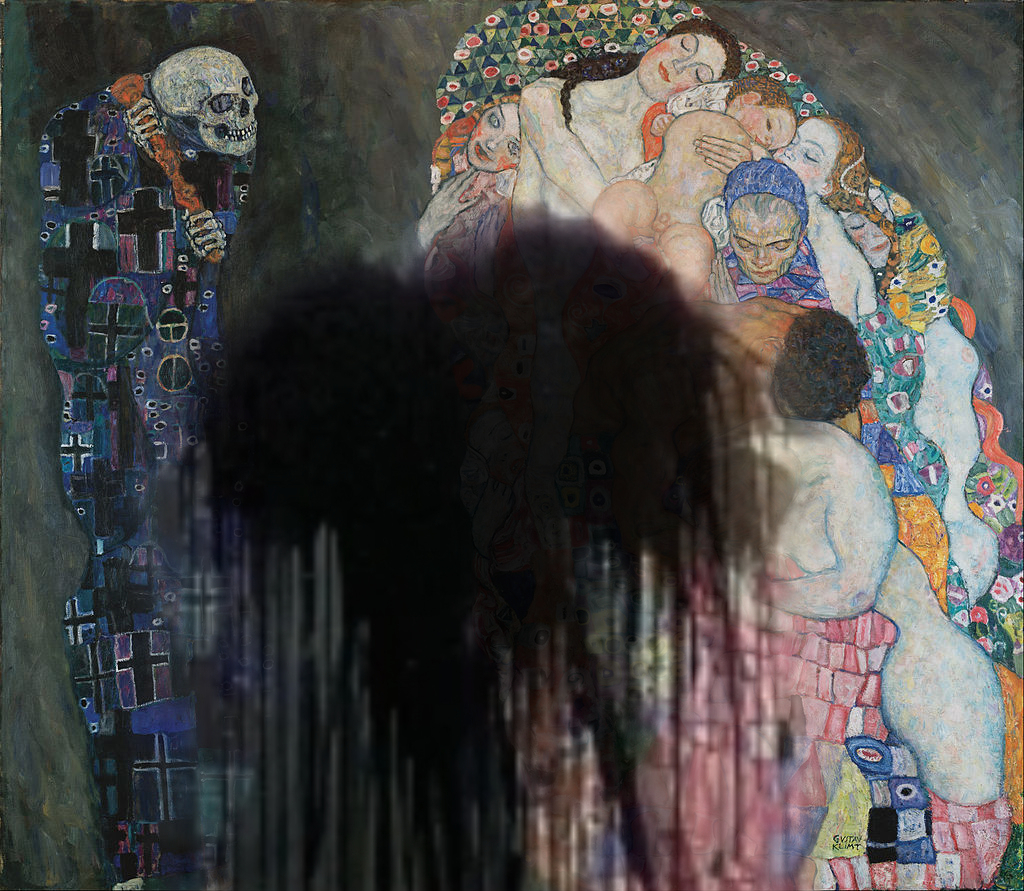
Die Glasscheibe vor dem Gemälde Tod und Leben nach der Aktion vom 15. November 2022

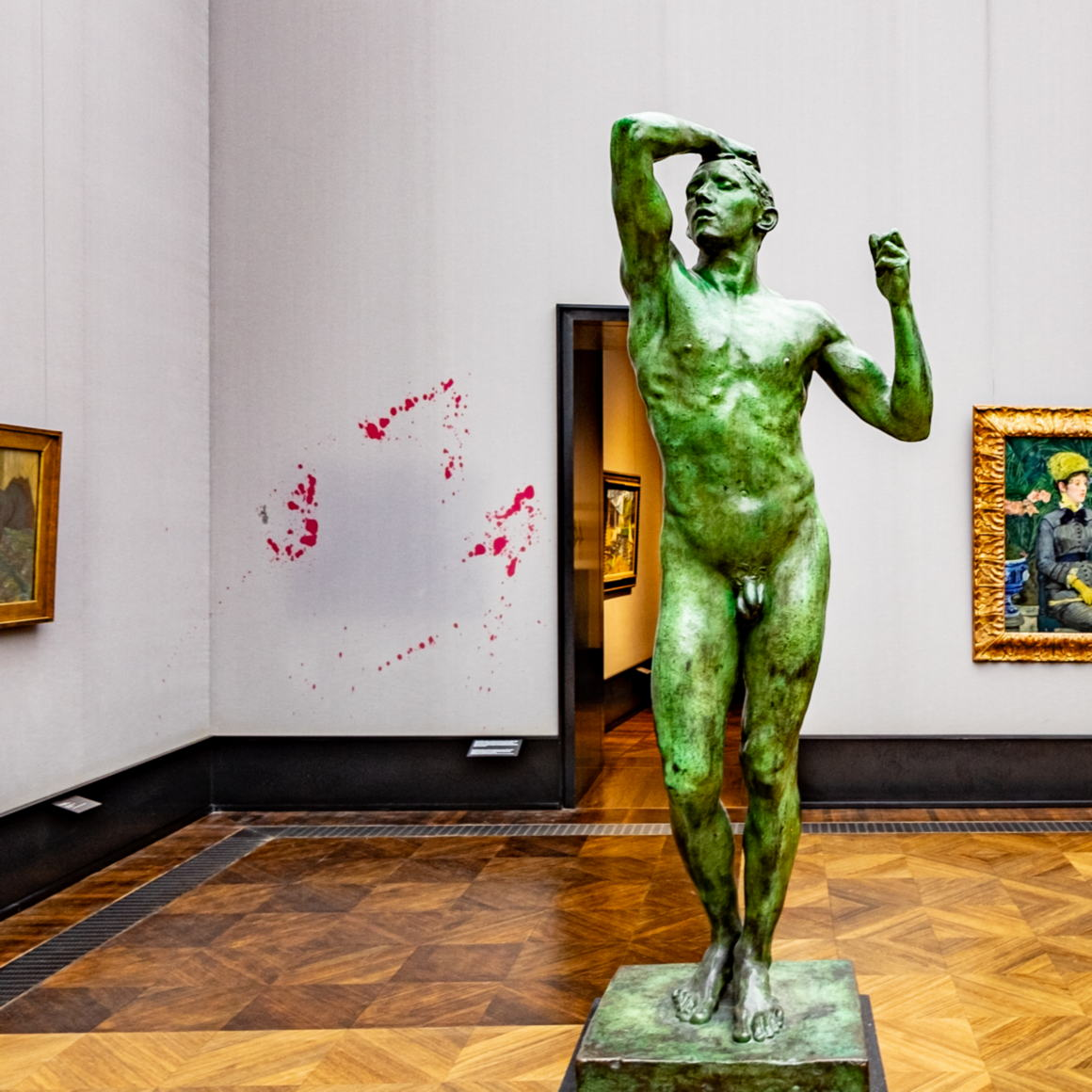
Rot bespritzte Wand in der Alten Nationalgalerie Berlin nach Anschlag auf das Gemälde Clown von Toulouse-Lautrec

Am 23. August 2022 klebten zwei Aktivisten der Gruppe in der Gemäldegalerie Alte Meister in Dresden sich selbst mit jeweils einer Hand am Rahmen der Sixtinischen Madonna fest, um damit nach eigenen Angaben auf die Zerstörungen durch die menschengemachte globale Erwärmung aufmerksam zu machen. Sie beschädigten dabei den Rahmen (ein Sachschaden in Höhe von 5000 €); das Gemälde blieb unbeschädigt. Ähnliche Aktionen erfolgten am 24. August im Städel Museum in Frankfurt am Main am Gemälde Gewitterlandschaft mit Pyramus und Thisbe von Nicolas Poussin und am 25. August in der Berliner Gemäldegalerie am Gemälde Ruhe auf der Flucht nach Ägypten von Lucas Cranach dem Älteren.
Am 23. Oktober 2022 bewarfen zwei Aktivisten im Museum Barberini in Potsdam ein verglastes Bild von Claude Monet aus der Serie Les Meules mit Kartoffelbrei. Am 15. November 2022 führten zwei Aktivisten im Wiener Leopold Museum eine Aktion gegen das Gemälde Tod und Leben des österreichischen Malers Gustav Klimt durch. Hintergrund war das Sponsoring des Museums durch den österreichischen Öl- und Gaskonzern OMV. Während ein Aktivist Öl auf das Schutzglas des Gemäldes schüttete, klebte sich der andere Aktivist mit einer Hand am Schutzglas des Gemäldes fest. Das Bild selbst wurde wegen des angebrachten Schutzglases nicht beschädigt. Seit August 2022 wurden zahlreiche vergleichbare Aktionen auch von anderen Gruppen im Vereinigten Königreich, in Italien und in den Niederlanden durchgeführt.
Am 30. Oktober 2022 klebten sich zwei Klimaaktivistinnen an den Haltestangen eines Dinosaurierskelettes im Berliner Museum für Naturkunde fest.
Nach einer Straßenblockade am 6. Februar 2023 in Hannover beschmierten Aktivisten das Ernst-August-Denkmal vor dem dortigen Hauptbahnhof mit oranger Farbe.
Aktivisten brachten am 4. März 2023 auf eine Glasskulptur vor dem Jakob-Kaiser-Haus in Berlin eine dunkle Flüssigkeit, bestehend aus Tapetenleim und Dispersionsfarbe, auf und beklebten sie mit Plakaten unter dem Tenor „Erdöl oder Grundrechte?“. Bei der Skulptur handelt es sich um das Werk „Grundgesetz 49“ des israelischen Bildhauers Dani Karavan, das die Grundrechtsartikel (1–19) des Grundgesetzes in der Urfassung von 1949 wiedergibt. Die Polizei traf sechs Aktivisten an.
Im Mai 2023 schütteten Aktivisten des italienischen Pendants der Letzten Generation (Ultima Generazione) schwarze Farbe in das Becken des Trevi-Brunnens und entrollten Transparente in Rom, um den Stopp öffentlicher Subventionen für fossile Brennstoffe zu fordern.

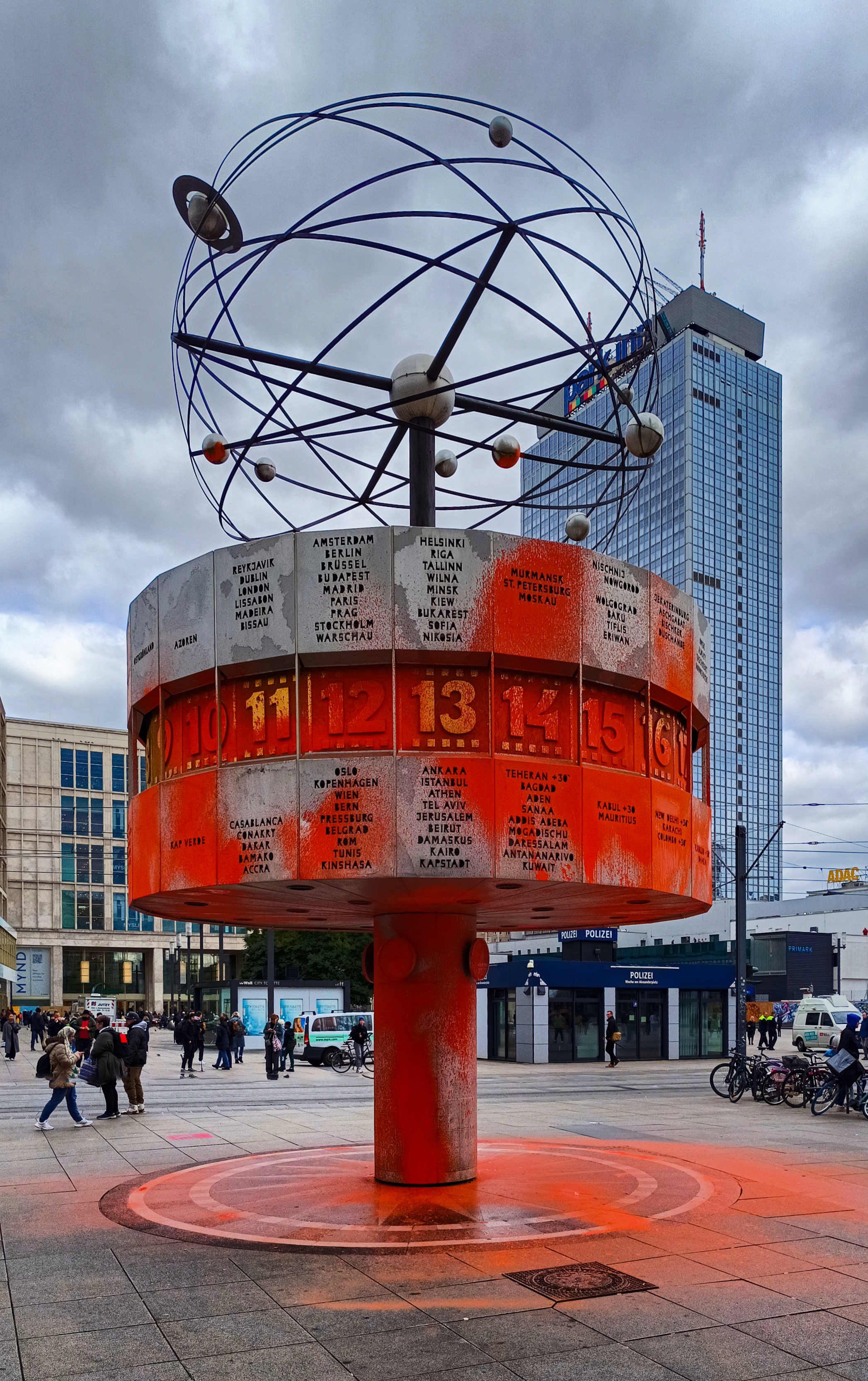
Beschmierte Weltzeituhr

In Berlin besprühte die Letzte Generation im September 2023 mit präparierten Feuerlöschern die Säulen des Brandenburger Tors großflächig mit oranger Farbe, am 17. Oktober die denkmalgeschützte Weltzeituhr am Alexanderplatz und posierte dort mit einem Transparent mit der Aufschrift: „Uns läuft die Zeit davon“.
Im Dezember 2023 besprühten Aktivisten der Letzten Generation öffentliche Weihnachtsbäume in mehreren deutschen Großstädten. Dabei wurden Plakate mit der Aufschrift „Besinnlich in die Katastrophe? Nächstenliebe = Klimaschutz“ gezeigt.
Kooperationen mit Museen
Ende Mai 2023 kündigte die Letzte Generation an, sich an Kunstinstallationen und Lesungen zur Dringlichkeit des Klimaschutzes zu beteiligen. Die Aktion, an der zum Internationalen Museumstag das Kölner Museum Ludwig, das Museum für Kommunikation Nürnberg, die Kunsthalle Hamburg, die Kunsthalle Rostock, das Europäische Hansemuseum Lübeck, das Museum für Völkerkunde zu Leipzig, das Deutsche Hygienemuseum Dresden und das Zeppelin-Museum Friedrichshafen teilnehmen, wurde durch die Museen initiiert.

### Stören von Veranstaltungen
Ein Fußballbundesligaspiel in der bayerischen Allianz Arena am 28. August 2022 wurde kurzzeitig gestört.
Vor einem Konzert in der Hamburger Elbphilharmonie klebten sich am 23. November 2022 zwei Aktivisten ans Geländer des Dirigentenpults. Ein Ordner hob das nicht fest montierte Geländer aus dem Pult und zog unter Applaus des Publikums die festhängenden Aktivisten aus dem Saal. Im Zuge des Neujahrskonzertes der Wiener Philharmoniker 2023 wurden LG-Aktivisten vor dem Goldenen Saal des Wiener Musikvereines von Beamten erkannt und von einer geplanten Aktion abgehalten. Sie hatten ein Banner mit der Aufschrift Zwei Jahre noch sowie Klebstoff bei sich.
Am 23. Februar 2023 klebte sich Henning Jeschke, ein Gründungsmitglied der Letzten Generation, während einer Gerichtsverhandlung im Amtsgericht Tiergarten in Berlin am Richtertisch fest. Gegen ihn wurde wegen Nötigung, Widerstands gegen Vollstreckungsbeamte und gefährlichen Eingriffs in den Straßenverkehr verhandelt. Er habe sich festgeklebt, weil er mit dem Richter über Klimanotstand reden wollte. Anschließend wurde Jeschke mit dem Tisch aus dem Gerichtssaal getragen.
Am 20. Juni 2023 wurde ein Testspiel der deutschen Fußballnationalmannschaft gegen Kolumbien in der Gelsenkirchener Veltins-Arena kurzzeitig gestört.
Die Premiere des Jedermann bei den Salzburger Festspielen im Juli 2023 wurde von Zwischenrufen von Aktivisten der Letzte Generation unterbrochen, Zuschauern war der Austria Presse Agentur zufolge anfangs nicht klar, ob es sich um eine Störaktion oder um einen Teil der Inszenierung handelte. Die Eröffnung der Thurn-und-Taxis-Schlossfestspiele im Juli 2023 wurde von einer Aktivistin gestört, die sich an ein Bühnenteil klebte und mit einer Rede an das Publikum wandte.
Beim Berlin-Marathon im September 2023 schütteten Aktivisten orange Farbe auf die Laufstrecke, die Polizei schritt schnell ein.

### Kooperationen mit Theatern und Schauspiel
Mitte Juni 2023 folgte die Letzten Generation einer Einladung der Volksbühne Berlin, gemeinsam das dokumentarische Stück „Hausbesuchung“ aufzuführen. Das Theater solidarisierte sich im Vorfeld mit einem großen Banner an der Fassade, das den Namen der Gruppe trug. 2022 hatten Aktivisten bei einem Auftritt in einer Aufführung Volker Löschs am Theater Bonn mitgewirkt.

### Aktion gegen die Waldrodung
Im Februar 2023 wurde ein junger Rot-Ahorn im Regierungsviertel in Berlin abgesägt, um laut eigenen Angaben der Gruppe auf die Waldrodung aufmerksam zu machen. Die Bezirksstadträtin für Mitte wies zu dieser Aktion darauf hin, dass Stadtbäume in Zeiten der Klimakrise essentiell seien, um Städte herunterzukühlen und Schatten zu spenden. Alle, die das Klima wirklich schützen wollen, sollten sich daher für mehr Bäume einsetzen und nicht Bäume fällen. Ein Rot-Ahorn im ausgewachsenen Zustand könne 10 Kilogramm CO2 pro Jahr speichern. Den Schaden des abgesägten Rot-Ahorns beziffert das Amt mit 10.000 Euro; gegen die Beteiligten sei Strafanzeige gestellt worden.

### Aktionen gegen Vermögende
Mit dem sogenannten „Sommerplan 2023“ kündigten Vertreter der Letzten Generation an, sich bei künftigen Aktionen vor allem auf „Symbole des modernen Reichtums“ fokussieren zu wollen. Die Aktivisten begründeten dies mit der Korrelation von Vermögen, Ressourcenverbrauch und CO2-Emissionen. Am 6. Juni 2023 schnitten sich Aktivisten durch den Zaun des Flughafens Sylt und besprühten einen Cessna CitationJet mit oranger Farbe, geschätzte Schadenshöhe über 200.000 Euro. Zwei Tage später wurde der Barraum eines Sylter Fünf-Sterne-Hotels auf die gleiche Weise beschädigt. Laut Institut für Protest- und Bewegungsforschung erhielten diese Aktionen deutlich weniger Aufmerksamkeit als Straßenblockaden an von einem breiteren Teil der Bevölkerung frequentierten Orten.
Im gleichen Monat wurden auf Sylt Schaden am Rasen des Golfplatzes Budersand verursacht, indem Aktivisten zwei junge Bäume und mehrere Blumen pflanzten, um auf den erheblichen Flächenverbrauch des Platzes mit allenfalls geringem Beitrag zur Biodiversität sowie die Notwendigkeit der Renaturierung von Landschaften aufmerksam zu machen. Zudem wiesen die Aktivisten auf den hohen Pflegebedarf und Wasserverbrauch des Rasens hin, indem eines ihrer Banner die Aufschrift „Euer Luxus = Unsere Wasserknappheit“ zeigte.
Weiterhin blockierten die Aktivisten den Haupteingang des Ritz Carlton Berlin und besprühten eine Yacht im Yachthafen von Neustadt in Holstein orange.

### International
Die Gruppe beteiligte sich am 30. September und 1. Oktober 2023 an der Besetzung der Autobahn A12, zwischen Wirtschaftsministerium und der 2. Parlamentskammer in Den Haag. Circa 100 Aktivisten nahmen teil.

## Juristische Einordnung

### Hintergrund
Gemäß dem Klimabeschluss des deutschen Bundesverfassungsgerichts vom 24. März 2021 ergibt sich aus Artikel 2 des Grundgesetzes eine Schutzpflicht des Staates, das „Leben und Gesundheit vor den Gefahren des Klimawandels zu schützen“, was auch „in Bezug auf künftige Generationen“ zu verstehen ist. Außerdem verpflichtet Artikel 20a des Grundgesetzes für die Bundesrepublik Deutschland den Staat zum Klimaschutz. Artikel 20a habe jedoch keinen unbedingten „Vorrang gegenüber anderen Belangen“, sondern die Norm sei „im Konfliktfall in einen Ausgleich mit anderen Verfassungsrechtsgütern und Verfassungsprinzipien zu bringen“. In der strafrechtlichen Aufarbeitung der Aktionen ist die zentrale Frage, wie die grundrechtlichen Schutzpflichten und Artikel 20a des Grundgesetzes auf die Bewertung der Aktionen anzurechnen sind.
In einem offenen Brief unterstützen 70 Professoren des Verfassungs- und Völkerrechts die Letzte Generation in Ihrer Auffassung, dass die Bundesregierung durch die Verfassung zu Klimaschutzmaßnahmen verpflichtet ist, und forderten einen Fokus auf Lösungen für die Klimaproblematik.
Der Verfassungsrichter am Verfassungsgerichtshof in Koblenz, Michael Hassemer, bewertet in einem Interview die Proteste unter Umständen bis zu einem gewissen Maß als gerechtfertigt. Hassemer versteht die globale Erwärmung als Notstand. Die etwaigen Straftaten der Letzten Generation könnten somit als nicht rechtswidrig gemäß § 34 Strafgesetzbuch (StGB) gewertet werden, weil dies einen rechtfertigenden Notstand beschreibe.
Der Jurist und Journalist Ronen Steinke machte im April 2023 die Bundesregierung Scholz dafür verantwortlich, gesetzliche Klimaziele zu verfehlen, und bezeichnete die Aktionen der Letzten Generation als zivilen Ungehorsam von der „bravsten Sorte“. Nichtsdestotrotz seien ihre Aktionen illegal und „Klima-Selbstjustiz“. Allerdings spitze sich die klimapolitische Situation zu und bei „Aussichtslosigkeit behördlichen Einschreitens“ könne ausnahmsweise doch ein rechtfertigender Notstand nach § 34 StGB denkbar sein, wie bezüglich des Widerstandes gegen langanhaltende illegale Zustände in der Massentierhaltung schon geurteilt wurde.
Nach dem Strafrechtler Till Zimmermann scheitert bei Straßenblockaden durch Klimaaktivisten eine strafrechtliche Rechtfertigung durch Notstand an der fehlenden Angemessenheit. Die Rechtsordnung sehe für diese Fälle abschließende Spezialregeln zur Auflösung einer Interessenkollision vor [vgl. Rechtfertigender Notstand (Deutschland)#Gefahrenabwehr durch gesetzliches Verfahren]. Ein „fortgesetztes rechtswidriges legislatorisches Unterlassen hinsichtlich des Ergreifens wirksamer Klimaschutzmaßnahmen“ liege auch nach dem Klimabeschluss des Bundesverfassungsgerichts nicht vor.

### Diskussion der Straftatbestände
Hinsichtlich der Strafbarkeit der Aktionen der letzten Generation ist zu differenzieren zwischen bei entsprechenden Aktionen in aller Regel verwirklichten Delikten, solchen die in der Fachwelt diskutiert werden und jedenfalls im Einzelfall in Frage kommen können, solchen die lediglich von Einzelstimmen in Betracht gezogen werden und solchen, die ohne fachlichen Hintergrund vereinzelt medial Anklang finden. Der Schwerpunkt der strafrechtlichen Betrachtung sind dabei gesellschaftlich, medial und juristisch die Straßenblockaden der letzten Generation.
Weitestgehend unstrittig besteht die Strafbarkeit nach folgenden Vorschriften:
- Sachbeschädigung gem. § 303 Abs. 1 StGB; etwa beim Beeinträchtigen eines Gemäldes bzw. dessen Rahmens[183] oder beim Durchtrennen von Zaunanlagen[184] und Sachbeschädigung gem. § 303 Abs. 2 StGB; etwa beim Beschmieren von Fassaden[183][185]
- Hausfriedensbruch gem. § 123 StGB; etwa beim Eindringen in umzäuntes Flughafen- oder Bahngelände[186][184][187].

Allgemein diskutiert werden darüber hinaus folgende Delikte:
- Nötigung gem. § 240 StGB; vor allem bei Straßenblockaden[188][189][190][191][192][193][194][195]
- Behinderung von hilfeleistenden Personen gem. § 323c Abs. 2 StGB; etwa beim Blockieren von Rettungswagen[196][197][195]
- Behinderungen von Hilfs- und Rettungsdiensten gem. § 115 Absatz 3 StGB; etwa beim Blockieren von Rettungswagen[196][198]
- Widerstand gegen Vollstreckungsbeamte gem. § 113 StGB; etwa beim Bestreben, sich nicht wegtragen zu lassen[199] (in der Literatur vielfach abgelehnt mangels Gewaltsamkeit des Widerstandleistens[200][201]; vom Kammergericht wird die Möglichkeit einer Strafbarkeit bejaht beim Festkleben in dem Bestreben, das spätere Wegtragen nicht nur unwesentlich zu erschweren[202]).

Diskutiert werden oder wurden die nachfolgenden Delikte, die allerdings nur unter engen Voraussetzungen in Betracht kommen:
- gefährlicher Eingriff in den Straßenverkehr gem. § 315b Abs. 1 Nr. 2 StGB; etwa wenn Autofahrer durch Blockaden zu abrupten Bremsungen veranlasst werden, durch die es zu (Beinahe-)Unfällen kommt – nur möglich bei konkreten Gefährdungen von Leib, Leben oder fremden Sachen von bedeutendem Wert[188][197][203][195]
- gefährlicher Eingriff in den Luftverkehr gem. § 315 Abs. 1 StGB – nur möglich bei konkreten Gefährdungen von Leib, Leben oder fremden Sachen von bedeutendem Wert[184][187][204]
- fahrlässige Körperverletzung gem. § 229 StGB; etwa bei Blockieren von Rettungswagen – nur möglich, wenn tatsächlich Gesundheitsschädigung oder -verschlechterung eintritt[196][197][195]
- fahrlässige Tötung gem. § 222 StGB; etwa beim Blockieren von Rettungswagen – nur möglich, wenn tatsächlich Tod eintritt[196][197][205][195].

Von einzelnen Stimmen wurde ferner grundsätzlich auch die Verwirklichung dieser Delikte in Betracht gezogen:
- (einfache vorsätzliche) Körperverletzung gem. § 223 StGB[195]
- gefährliche Körperverletzung gem. § 224 Abs. 1 Nr. 4 StGB[195]
- Körperverletzung mit Todesfolge gem. § 227 StGB[195]
- bei fehlendem Erfolgseintritt (in der Regel Gesundheitsschädigung) der Versuch der einfachen Körperverletzung gem. §§ 223, 22, 23 Abs. 1, 223 Abs. 2 StGB bzw. gefährlichen Körperverletzung §§ 224 Abs. 1 Nr. 4, 22, 23 Abs. 1, 224 Abs. 2 StGB StGB[195]
- Totschlag gem. § 212 StGB[195]
- bei fehlendem Erfolgseintritt (Tod) des Totschlages den Versuch desselben gem. §§ 212, 22, 23 Abs. 1, 12 Abs. 1 StGB.[195]

Lediglich in den allgemeinen Medien vereinzelt auftauchend, in der Fachwelt allerdings einhellig abgelehnt, sind hingegen:
- Freiheitsberaubung gem. § 239 StGB (Fortbewegungsfreiheit blockierter Verkehrsteilnehmer wird nicht vollständig aufgehoben)[201]
- Nötigung von Verfassungsorganen gem. § 105 StGB bzw. deren Mitgliedern gem. § 106 StGB (zu befürchtende Nachteile für unmittelbar Betroffene sind nicht ausreichend schwerwiegend)[209][201].

Der gesellschaftliche sowie fachliche Schwerpunkt des Diskurses um die Strafbarkeit der Aktionen ist die Nötigung gem. § 240 StGB. Für die Strafbarkeit einer Tat als Nötigung muss im deutschen Strafrecht die Rechtswidrigkeit der Tat positiv festgestellt werden und wird nicht, wie bei vielen anderen Straftatbeständen, automatisch bereits dann angenommen (indiziert), wenn der Tatbestand erfüllt wurde. Rechtswidrig ist eine Nötigung vielmehr nur dann, wenn Mittel oder Zweck beziehungsweise die Mittel-Zweck-Relation als verwerflich angesehen werden können.
In der neueren juristischen Fachliteratur wird insofern vertreten, dass Straßenblockaden durch Klimaaktivisten keine verwerfliche Nötigung darstellten, aber auch, dass ziviler Ungehorsam allein auf der Ebene der Strafzumessung zu berücksichtigen sei. Die eine Verwerflichkeit ablehnende Ansicht stellt dabei auf den „Kommunikationszweck als Zwischenziel“ ab. Dagegen stellt der ehemalige Vorsitzende Richter am Bundesgerichtshof Thomas Fischer in einer Kolumne allein auf das Blockieren als Ziel ab und kommt so zu einer Verwerflichkeit und Strafbarkeit wegen Nötigung.

### Auswahl bisheriger strafrechtlicher Gerichtsurteile zu den Aktionen
Stand Mai 2023 wurden nach dortigen Angaben knapp 2000 Verfahren gegen Klimaaktivisten in Berlin bei der Staatsanwaltschaft geführt, davon rund 1790 gegen Aktivisten der Letzten Generation. Bei den Verfahren seien bislang 86 Urteile gesprochen worden, 40 davon seien rechtskräftig. In der Regel würde zu Geldstrafen verurteilt, meist wegen Nötigung und Widerstands gegen Vollstreckungsbeamte. Dabei sei aber auch ein Freispruch und eine Freiheitsstrafe ohne Aussetzung zur Bewährung. Meist gehe die Staatsanwaltschaft im Strafbefehlsverfahren vor, so sei in 690 Fällen gegen Mitglieder der Letzten Generation vorgegangen worden. 23 Mal seien Anklagen erhoben worden. Knapp 90 Verfahren seien offen. In rund 310 Fällen habe es eine Einstellung gegeben; mit Blick auf weitere Vorwürfe oder weil Beweise nicht ausreichten.
Im Oktober 2022 lehnte ein Richter am Amtsgericht Tiergarten in Berlin einen Antrag der Staatsanwaltschaft für einen Strafbefehl ab und bezog sich dabei ausdrücklich auf die Klimakrise. Diese sei eine „objektiv […] dringliche Lage“ und „wissenschaftlich nicht zu bestreiten“. Bei einer Bewertung des Protestes sei das nur „mäßige politische Fortschreiten“ der Klimamaßnahmen zu berücksichtigen. Die Handlungen der Beschuldigten, die für dreieinhalb Stunden die Kreuzung am Frankfurter Tor blockiert haben sollen, seien daher „nicht verwerflich“. Der Richter nahm Bezug zum Klimabeschluss des Bundesverfassungsgerichts aus 2021.
Auf Beschwerde der Staatsanwaltschaft hob eine Große Strafkammer am Landgericht Berlin jedoch diese Entscheidung im November 2022 auf und verwies das Verfahren zur Entscheidung an einen anderen Amtsrichter. Nach Ansicht dieser Großen Strafkammer hätten die Anliegen und „Fernziele“ der Aktivisten bei der Bewertung außer Betracht zu bleiben, was zum hinreichenden Tatverdacht hinsichtlich der Verwerflichkeit der Blockade führe. Zudem bestehe hinreichender Tatverdacht hinsichtlich Widerstandes gegen Vollstreckungsbeamte.
Ein Richter am Amtsgericht Freiburg im Breisgau urteilte am 21. November 2022 ähnlich wie sein Kollege aus Berlin, verneinte die Verwerflichkeit der Nötigung für drei Straßenblockaden und sprach den Angeklagten frei. Mit Urteil vom 20. Februar 2024 hob das Oberlandesgericht Karlsruhe diesen Freispruch nach einer Sprungrevision der Staatsanwaltschaft wieder auf und verwies die Sache zurück an eine andere Abteilung des Amtsgerichts Freiburg. Die Feststellungen des Amtsgerichts zur Beurteilung der Verwerflichkeit seien lückenhaft. Jedenfalls hinsichtlich einer länger dauernden Straßenblockade ohne Ausweichmöglichkeit und „angesichts des nur teilweisen Bezugs der von der Blockade betroffenen Personen mit den von dem Angeklagten und seinen Mitstreitern verfolgten Zielen“ liege nach der Pressemitteilung des Oberlandesgerichts die Verneinung der Verwerflichkeit aber eher fern.
Schon am 22. November 2022 bejahte eine andere Richterin in einer anderen Sache am Amtsgericht Freiburg die Verwerflichkeit, verneinte einen rechtfertigenden Notstand insbesondere wegen des „Vorrang[s] staatlicher Abhilfemaßnahmen“ und verurteilte zu einer Geldstrafe von 40 Tagessätzen zu je 10 Euro wegen Nötigung. Ähnlich entschied das AG Freiburg am 13. Dezember 2022 und verhängte wegen zweier Blockaden eine Gesamtstrafe von 30 Tagessätzen zu je 10 Euro. Die Verwerflichkeit der Nötigungen sei insbesondere wegen des nicht engen Sachzusammenhangs zwischen dem Thema „Essen retten Leben retten“ und der Blockade sowie wegen der „Instrumentalisierung der Autofahrer zum Objekt der eigenen Meinungsäußerung“ zu bejahen.
In einem Eilverfahren am Amtsgericht München im November 2022 zu wiederholten Straßenblockaden teilte der Richter die Ansichten der drei Angeklagten der Letzten Generation zum Klimawandel und zum Unvermögen der Politik, ihn wirksam zu bekämpfen. Er widersprach aber der Wahl ihrer Mittel, die den demokratischen Rechtsstaat aushebelten, und verurteilte die Angeklagten wegen Nötigung zu einer Geldstrafe von jeweils 25 Tagessätzen. Später wurde eine entsprechende Entscheidung des Amtsgerichts München im Volltext veröffentlicht, vermutlich in derselben Sache. Auch in anderen Fällen wurde von Gerichten kein rechtfertigender Notstand gesehen und die Taten als verwerflich (siehe § 240 Abs. 2 StGB) eingestuft.
Am 18. Januar 2023 wurde erstmals ein Strafurteil in einer Berufung gesprochen. Die Jugendkammer am Landgericht Berlin bestätigte die Verurteilung durch das Amtsgericht Tiergarten wegen der Blockade einer Straße zu einer Geldstrafe von 30 Tagessätzen von je 20 Euro. Die Rettung des Klimas sei als Fernziel nicht zu berücksichtigen. Die Prüfung der Zweck-Mittel-Relation im Rahmen der Rechtswidrigkeit der Nötigung ergebe, „dass der Einsatz des Nötigungsmittels der Gewalt (gewaltsame, gezielte Blockade der Verkehrsteilnehmer) zu dem angestrebten Zweck (öffentlich-mediale Aufmerksamkeit erlangen) als verwerflich anzusehen“ sei.
Am 6. März 2023 wurden erstmals zwei Mitglieder der Letzten Generation für die Teilnahme an einer Straßenblockade vom Amtsgericht Heilbronn wegen Nötigung zu Freiheitsstrafen von zwei bzw. drei Monaten ohne Strafaussetzung zur Bewährung verurteilt. Zur Begründung für die Freiheitsstrafen wurde genannt, dass die beiden Verurteilten nach eigener Aussage schon wegen ähnlicher Taten vor Gericht gestanden hätten und auch in Zukunft sich weiter so verhalten wollten. Die Verurteilung sei zur „Einwirkung auf die Täterpersönlichkeit“ nötig. Sogenannte kurze Freiheitsstrafen unter sechs Monaten dürfen im Strafrecht nach § 47 Abs. 1 StGB nur in Ausnahmefällen verhängt werden. Drei Mitangeklagte, die zuvor nicht strafrechtlich in Erscheinung getreten waren, wurden zu Geldstrafen von je 60 Tagessätzen verurteilt. Am 17. April 2023 verhängte das Amtsgericht Heilbronn erneut Freiheitsstrafen von drei, vier und fünf Monaten ohne Bewährung gegen zwei Männer und eine Frau. Hintergrund war, dass die drei Aktivisten sich nur wenige Stunden, nachdem sie das letzte Mal verurteilt worden waren, erneut auf der Straße festklebten und im Gerichtssaal ankündigten, dies bei nächster Gelegenheit wieder zu tun. Eine vierte Person wurde zu drei Monaten Freiheitsstrafe auf Bewährung verurteilt. Die Urteile sind (Stand April 2023) noch nicht rechtskräftig.
Am 26. April 2023 verurteilte mit dem Amtsgericht Tiergarten erstmals in Berlin ein Gericht eine Aktivistin der Letzten Generation zu einer Freiheitsstrafe. Vier Monate Freiheitsstrafe ohne Aussetzung zur Bewährung verhängte das Gericht gegen eine Demonstrantin für gemeinschädliche Sachbeschädigung an einem Gemälderahmen sowie für Widerstand gegen Vollstreckungsbeamte und versuchte Nötigung im Rahmen einer Straßenblockade. Der Verteidiger legte Rechtsmittel ein. Bis zum 20. April 2023 ergingen vom Amtsgericht Tiergarten 63 Entscheidungen (Urteile und Strafbefehle) gegen Mitglieder der Letzten Generation.
Seit Anfang April 2023 wird in Österreich vom Bundesamt für Fremdenwesen und Asyl ein Landesverweis gegen eine deutsche Studentin geprüft. Ihr wird u. a. vorgeworfen, durch das Verschütten von Öl auf einer Straße eine Gefährdungslage hervorgerufen zu haben.
Mit Beschluss vom 21. April 2023 verwarf das Bayerische Oberste Landesgericht (BayObLG) die Revision eines Heranwachsenden gegen ein Urteil des Amtsgerichts München. Der Angeklagte war für das Ankleben auf der und Blockieren der Frauenstraße in München jugendstrafrechtlich wegen Nötigung verwarnt worden. Weder über das Widerstandsrecht noch aufgrund Notstandes oder aufgrund zivilen Ungehorsams ist die Tat nach dem BayObLG gerechtfertigt. Das Urteil des Amtsgerichts ist damit rechtskräftig.
Am 10. Mai 2023 lehnte das Verwaltungsgericht Berlin einen Antrag eines Aktivisten der Letzten Generation ab, die Rechtswidrigkeit der Anwendung von Schmerzgriffen beim Entfernen aus einer Straßenblockade festzustellen. Eine Feststellung sei nicht im Verfahren des vorläufigen Rechtsschutzes möglich. Zudem habe der Antragssteller eine Wiederholungsgefahr nicht nachgewiesen, so dass auch eine stattgebende Entscheidung bei Umdeutung auf einen Antrag zu vorläufiger Verpflichtung gegen zukünftige Schmerzgriffe nicht möglich sei. Gegen den Beschluss kann Beschwerde beim Oberverwaltungsgericht Berlin-Brandenburg eingelegt werden.
Am 11. Mai 2023 verurteilte das Amtsgericht Frankfurt am Main die Sprecherin der Letzten Generation, Carla Hinrichs, wegen einer Straßenblockade zu einer Freiheitsstrafe von zwei Monaten und setzte diese Strafe zur Bewährung aus. Hinrichs erklärte, sie werde wahrscheinlich in Berufung gehen. Sie hatte gegen einen Strafbefehl wegen Nötigung mit einer Geldstrafe von 60 Tagessätzen à 30 Euro Einspruch eingelegt. Zuvor war sie im März wegen einer Straßenblockade in Berlin zu einer Geldstrafe von 20 Tagessätzen à 30 Euro verurteilt worden. Dieses Urteil ist (Stand 11. Mai 2023) noch nicht rechtskräftig.
Das Amtsgericht München verurteilte am 16. Mai 2023 drei Aktivisten wegen Nötigung jeweils zu Geldstrafen von 10 Tagessätzen. Für den Jesuitenpater Jörg Alt wurde dabei nach eigenen Angaben ein Tagessatz in Höhe von einem Euro festgesetzt. Die Verurteilten hatten Ende Oktober 2022 eine Straße vor dem bayerischen Justizministerium blockiert.
Am 19. Mai 2023 verurteilte das Amtsgericht Regensburg sieben Aktivisten wegen gemeinschaftlicher Nötigung zu je 40 Tagessätzen à 15 bzw. 40 Euro. Sie hatten im morgendlichen Berufsverkehr durch eine Straßenblockade einen langen Stau verursacht und sich während des Prozesses bei den als Zeugen geladenen geschädigten Autofahrern entschuldigt.
Mit Urteil vom 22. Mai 2023 wurden drei Aktivisten der Letzten Generation vom Amtsgericht München wegen gemeinschädlicher Sachbeschädigung zu Geldstrafen verurteilt. Zwei Verurteilte hatten sich an den Rahmen eines Rubens-Gemälde in der Alten Pinakothek geklebt, einer hatte die Aktion gefilmt. Die Richterin bejahte eine Notstandslage, verneinte aber einen Zusammenhang zwischen der Beschädigung und dem Klimaschutz.
Am 4. Juli 2023 sprach das Amtsgericht Leipzig fünf Mitglieder der Letzten Generation wegen einer Straßenblockade vom Vorwurf der strafbaren Nötigung frei. Zwar sei der Tatbestand der Nötigung erfüllt, die Handlungen seien jedoch nicht verwerflich gewesen. Die Beeinträchtigungen seien nur kurzzeitig gewesen und die Polizei sowie die Presse zuvor informiert worden. Außerdem sei eine Rettungsgasse freigehalten worden. Zudem habe es einen klaren Sachbezug gegeben, da sich der Protest gegen die Folgen der Klimakrise und speziell gegen den Autoverkehr gerichtet habe.
Am 4. Juli 2023 verurteilte das Landgericht Kempten in einem Berufungsprozess vier Angeklagte wegen Nötigung im Rahmen einer Straßenblockade zu zwei Monaten Freiheitsstrafe. Das Gericht setzte die Strafen nicht zur Bewährung aus, weil die Angeklagten während des Prozesses ankündigten, ihr strafrechtlich relevantes Verhalten in Zukunft fortzusetzen. Ein weiterer Angeklagter zeigte sich reuig und wurde zu 50 Tagessätzen verurteilt. Der sechste Angeklagte wurde unter Anwendung des Jugendstrafrechts zu 200 Stunden gemeinnütziger Arbeit und zwei Freizeitarresten verurteilt. In erster Instanz waren die Angeklagten vom Amtsgericht Kempten zu 50 Tagessätzen verurteilt worden.
Am 17. Juli 2023 verurteilte das Amtsgericht Tiergarten einen Aktivisten der Letzten Generation zu vier Monaten Freiheitsstrafe wegen Nötigung, versuchter Nötigung, Widerstands gegen Vollstreckungsbeamte und Missbrauchs von Notrufen. Von einer Aussetzung zur Bewährung sah das Gericht ab, weil der Informatiker wegen ähnlicher Vorwürfe rechtskräftig verurteilt sei und im Prozess keinen Sinneswandel habe erkennen lassen.
Mit Beschluss vom 16. August 2023 hob das Kammergericht ein Urteil des Amtsgerichts Tiergarten gegen eine Aktivistin der Letzten Generation auf. Die Angeklagte hatte sich an einer Straßenblockade beteiligt und an der Straße festgeklebt. Zwar bejahte der 3. Strafsenat des Kammergerichts grundsätzlich die Möglichkeit einer Strafbarkeit wegen Nötigung und Widerstand gegen Vollstreckungsbeamte. Die Beweiswürdigung des Amtsgerichts sei jedoch lückenhaft. Bezüglich der Strafbarkeit wegen Nötigung fehle eine Einzelfallprüfung bei der Verwerflichkeit. Bezüglich der Strafbarkeit wegen Widerstands gegen Vollstreckungsbeamte fehle die Feststellung, dass das Festkleben gerade erfolgt sei, um die Räumung durch die Polizei zu erschweren.
Am 29. August 2023 verurteilte das Amtsgericht Essen einen Aktivisten der Letzten Generation wegen Sachbeschädigung zu einer Geldstrafe von 150 Tagessätzen (9 000 Euro). Der Angeklagte hatte mit anderen im Dezember 2022 und im Februar 2023 die Zentrale des Energiekonzerns RWE mit oranger Farbe besprüht. RWE gab die Kosten der Reinigungsarbeiten mit rund 17 000 Euro an.
Am 31. August 2023 verurteilte das Amtsgericht Stuttgart-Bad Cannstatt eine Aktivistin zu einer Geldstrafe vom 60 Tagessätzen à 15 Euro und einen Aktivisten zu einer Freiheitsstrafe von zwei Monaten. Die beiden hatten gemeinsam mit fünf weiteren Aktivisten Anfang September 2022 den Leuzeknoten in Stuttgart blockiert. Von einer Aussetzung der Freiheitsstrafe zur Bewährung sah das Gericht ab, weil der Aktivist sein Handeln nicht nur verteidigte, sondern weitere Aktionen ankündigte. Ein erstes Urteil war zuvor in Abwesenheit der beiden Angeklagten ergangen, während diese sich im Urlaub in Thailand befunden hatten. Dieses Urteil war jedoch wegen Formfehlern aufgehoben worden.
Am 20. September 2023 verurteilte das Amtsgericht Tiergarten eine Aktivistin wegen versuchter Nötigung, Nötigung und Widerstand gegen Vollstreckungsbeamte zu einer Freiheitsstrafe von acht Monaten, weil diese im Oktober 2022 an drei Sitzblockaden teilgenommen und sich dabei auf der Straße festgeklebt bzw. dies versucht hatte. Das Gericht setzte die Strafe nicht zur Bewährung aus, da es aufgrund der Ankündigung der Aktivistin, sich erneut an Blockaden zu beteiligen, keine positive Sozialprognose sah. Das Urteil ist (Stand 24. September 2023) noch nicht rechtskräftig.
Im Dezember 2023 wurde ein 27 Jahre alter Klimaaktivist durch das Amtsgericht Heidelberg wegen eines Farbanschlags auf die örtliche Universität zu einer sechsmonatigen Freiheitsstrafe ohne Bewährung, deren Vollstreckung nicht zur Bewährung ausgesetzt wurde, wegen gemeinschädlicher Sachbeschädigung verurteilt.
Im Januar 2024 verwarf das Kammergericht die Revision eines 62-jährigen Klimaaktivisten gegen ein Berufungsurteil des Landgerichts Berlin. Die Verurteilung zu einer Geldstrafe von 20 Tagessätzen zu je 30 Euro wegen Nötigung durch Teilnahme an einer Straßenblockade ist damit rechtskräftig.
Am 17. Juli 2024 verurteilte das Amtsgericht Tiergarten (Berlin) ein führendes Mitglied der Vereinigung wegen Sachbeschädigung, Nötigung und Widerstands gegen Vollstreckungsbeamte zu einer Freiheitsstrafe von einem Jahr und vier Monaten. Die Strafe wurde nicht zur Bewährung ausgesetzt, da die Angeklagte sich uneinsichtig zeigte. Sie hatte sich mehrmals an Straßenblockaden beteiligt sowie orange Farbe gegen das Gebäude des Bundesministeriums für Verkehr und gegen eine Gucci-Boutique am Kurfürstendamm gesprüht. Das Urteil ist nicht rechtskräftig. Gegen die Klimaaktivistin wurde zudem im Monat zuvor durch die Staatsanwaltschaft Flensburg Anklage wegen Beteiligung an einer kriminellen Vereinigung, Sachbeschädigung, gemeinschädlicher Sachbeschädigung, Hausfriedensbruch und Störung öffentlicher Betriebe erhoben. Die Angeklagte soll an der Manipulation einer Ölpipeline beteiligt gewesen und gewaltsam in die Sicherheitsbereiche der Flughäfen Berlin Brandenburg, München und Sylt eingedrungen sein. In Letzterem wurde ein Flugzeug mit Farbe besprüht.
Im Dezember 2024 verurteilte das Amtsgericht Niebüll (Kreis Nordfriesland) zwei Mitglieder wegen Sachbeschädigung und Hausfriedensbruch zu Haftstrafen ohne Bewährung von jeweils sechs und sieben Monaten. Zwei weitere Mitglieder wurden zu Geldstrafen von 2.100 Euro und 1.600 Euro verurteilt. Die Verurteilten hatten im Juni 2023 ein zufällig ausgewähltes Geschäftsreiseflugzeug des Typs Cessna CitationJet auf dem Flughafen Sylt mit Farbe besprüht und damit einen Schaden von mehr als 850.000 Euro verursacht. Der Schaden sei billigend in Kauf genommen worden. Das Amtsgericht folgte hinsichtlich des Strafmaßes dem Antrag der Staatsanwaltschaft Flensburg. Die Verteidigung hatte erfolglos auf Freispruch wegen legitimer Beweggründe plädiert.

### Verdacht auf Bildung einer kriminellen Vereinigung
Am 13. Dezember 2022 wurden bundesweit elf Objekte im Rahmen eines Ermittlungsverfahrens der Staatsanwaltschaft Neuruppin durchsucht. Ermittelt wurde gegen „etwas mehr als elf Personen“ wegen Störung öffentlicher Betriebe, zusätzlich wurde der Verdacht auf Bildung einer kriminellen Vereinigung geprüft. Hintergrund der Ermittlungen waren mehrere Attacken auf Anlagen der Raffinerie PCK Schwedt seit April 2022, bei denen unter anderem die Ölzufuhr unterbrochen wurde. Fünf Mitglieder der Letzten Generation wurden in sogenannten präventiven Gewahrsam genommen, um weitere Taten zu verhindern.
Sprecher der Gruppe bewerteten die Ermittlungen zur Bildung einer kriminellen Vereinigung als neues Niveau staatlicher Einschüchterungsversuche, die sie seit einem Jahr erleben würden. Republikanischer Anwaltsverein, Humanistische Union und Komitee für Grundrechte und Demokratie mit drei weiteren Organisationen kritisierten mangelnde Verhältnismäßigkeit im Vorgehen der Staatsanwaltschaft.
Die gegen Durchsuchungen und Sicherstellen von Beweismitteln erhobene Beschwerde eines Betroffenen wiesen das Amtsgericht Neuruppin und Ende April 2023 das Landgericht Potsdam (Staatsschutzkammer) als unbegründet ab. Dabei bestätigten sie den Anfangsverdachts, dass es sich bei der Letzten Generation um eine kriminelle Vereinigung handelt. Die Staatsanwaltschaft Neuruppin (die im Ermittlungsverfahren die Pressehoheit besitzt) bestätigte den Beschluss des Landgerichts und teilte mit, dass die Klimaaktivisten nun mit einer Verfolgung gemäß § 129 StGB („Bildung krimineller Vereinigungen“) rechnen müssten.
Am 21. Mai 2024 teilte die Staatsanwaltschaft Neuruppin mit, dass sie Anklage erhoben habe zur Staatsschutzstrafkammer des Landgerichts Potsdam, gegen fünf Mitglieder der Letzten Generation wegen des Vorwurfes der Bildung einer kriminellen Vereinigung sowie der Störung öffentlicher Betriebe, Nötigung, Sachbeschädigung und anderer Straftatbestände. Der Tatvorwurf betrifft die Beschuldigten als Mitglieder einer Teilgruppe, nicht als Mitglieder der Gesamtgruppe Letzte Generation.
Im Juni bzw. November 2022 hatte die Berliner Staatsanwaltschaft bzw. Generalstaatsanwaltschaft einen Anfangsverdacht der Bildung einer kriminellen Vereinigung bezüglich Letzte Generation nach entsprechenden Strafanzeigen verneint und die entsprechenden Ermittlungsverfahrens eingestellt. Auch im Mai 2023 sah die Berliner Staatsanwaltschaft keinen Anfangsverdacht auf Bilden einer kriminellen Vereinigung. In rechtswissenschaftlichen Publikationen wurden die Urteile bereits behandelt und diese wiederum von den Gerichten in nachfolgenden Urteilen entweder zur Begründung oder mit „a.A.“ (anderer Auffassung) gezeigt, dass diese vom Gericht gewürdigt wurden. Die unterschiedlichen Sichten beziehen sich z. B. auf die Kriterien, die Straftaten erheblich werden lassen oder Kriterien für die Gefährdung der öffentlichen Ordnung. Je nach Ansicht kann bereits der nötige Vereinigungszweck im Sinne des § 129 StGB fehlen oder der Strafausschlussgrund des § 129 Abs. 3 Nr. 2 StGB trifft zu. Ebenfalls im Mai 2023 gab die neue Berliner Justizsenatorin Felor Badenberg bekannt, dass sie die Fragestellung, ob bei die Letzte Generation der Anfangsverdacht anzunehmen sei, durch die Berliner Senatsjustizverwaltung prüfen lassen werde. Diese kam im Juli zu dem Ergebnis, dass der Anfangsverdacht aus Berliner Perspektive derzeit nicht bestehe. Es „lässt sich die Entscheidung aus Brandenburg nur bedingt auf die Situation in Berlin anwenden“ hieß es dazu.
Nachdem laut Generalstaatsanwaltschaft München „zahlreiche Strafanzeigen“ eingegangen waren, wurden am 24. Mai 2023 in sieben Bundesländern Razzien in insgesamt 15 Gebäuden durchgeführt. Gleichzeitig wurden Konten beschlagnahmt, Vermögenswerte sichergestellt und die Internetseite der Bewegung abgestellt. Die Ermittlungen werden von der Zentralstelle zur Bekämpfung von Extremismus und Terrorismus (ZET) bei der Generalstaatsanwaltschaft München geleitet. Die Letzte Generation gab eine Erklärung ab, in der sie unter anderem darlegte, warum der Vorwurf der Bildung einer kriminellen Vereinigung ihrer Meinung nach haltlos ist. Die Ermittlungen richteten sich auch gegen eine Person ohne direkten Kontakt zur Letzten Generation, die eine Überweisung des FFF-Finanzierungsvereins Alle fürs Klima e. V. über einen Zahlungsdienstleister und Anbieter von Gruppenkonten erhalten hatte, den auch die Letzte Generation nutzte, bis das Konto im März 2023 gekündigt wurde.
Kurzzeitig war die Letzte Generation von der Generalstaatsanwaltschaft München auf der beschlagnahmten Internetseite entgegen der Unschuldsvermutung mittels eines Warnhinweises bereits als kriminelle Vereinigung bezeichnet worden. Die Generalstaatsanwaltschaft München räumte dies als Fehler ein. Dieses Vorgehen und die Abschaltung der Internetseite wurden von der Neuen Richtervereinigung, der LTO und mehreren Personen des öffentlichen Lebens kritisiert. In Bayern stellte ein Bündnis der Parteien Die Linke, Mut und Die Urbane sowie der Organisation noPAG Strafanzeige gegen den Ministerpräsidenten Markus Söder, Justizminister Georg Eisenreich, Innenminister Joachim Herrmann und den Münchner Generalstaatsanwalt Reinhard Röttle. Das Bündnis wirft ihnen aufgrund der kurzzeitigen Vorverurteilung im Warnhinweis der Internetseite Verleumdung und Beleidigung vor.
Hintergrund der Maßnahmen ist ein Anfangsverdacht gegen sieben Beschuldigte auf Bildung beziehungsweise Unterstützung einer kriminellen Vereinigung. In diesem Zusammenhang soll auch die Finanzierung der Letzten Generation untersucht werden. Den Beschuldigten wird vorgeworfen, eine Spendenkampagne zur Finanzierung „weiterer Straftaten“ für die Letzte Generation organisiert zu haben, die über deren Homepage beworben wurde. Dadurch sollen mindestens 1,4 Millionen Euro an Spendengeldern eingesammelt worden sein. Zwei der sieben Beschuldigten sollen zudem im Jahr 2022 an einem Sabotageversuch gegen die Pipeline Triest–Ingolstadt beteiligt gewesen sein.
Im Juni 2023 berichtete die Süddeutsche Zeitung, dass die Generalstaatsanwaltschaft München ab Oktober 2022 über Monate hinweg dreizehn Telefone der Letzten Generation durch das Bayerische Landeskriminalamt abhören ließ. Abgehört und anderweitig überwacht wurde nach Beschlüssen des Amtsgerichts München der offizielle Festnetzanschluss (das sogenannte Pressetelefon) der Gruppe wie auch Mobiltelefone von führenden Personen. Nach einer sofortigen Beschwerde wurde auch vom Landgericht München I die Überwachung des Pressetelefons als rechtens eingestuft. Im September 2024 erhoben drei Journalisten zusammen mit dem Bayerischen Journalisten-Verband (BJV), der Gesellschaft für Freiheitsrechte (GFF) und Reporter ohne Grenzen (RSF) diesbezüglich Verfassungsbeschwerde vor dem Bundesverfassungsgericht.
Mit Beschlüssen vom 16. November 2023 hat das Landgericht München I zehn Beschwerden gegen Durchsuchungs- und Beschlagnahmeanordnungen im Zusammenhang mit Ermittlungen gegen Mitglieder der Letzten Generation als unbegründet verworfen. Es bestehe der Anfangsverdacht, dass die Letzte Generation eine kriminelle Vereinigung bilde. Es liege auch durch die bisherigen Taten eine erhebliche Gefahr für die öffentliche Sicherheit vor, wobei das Gericht unter anderem auf die Störung und Blockaden des Betriebs verschiedener Flughäfen und die Aktionen an Ölpipelines abstellte.
Im März 2025 hat die Generalstaatsanwaltschaft München die Aktivisten Carla Hinrichs, Christian Bläul, Ingo Blechschmidt, Imke Bludszuweit und Wolfgang Metzeler-Kick wegen Bildung einer kriminellen Vereinigung vor dem Landgericht München I angeklagt.

### Polizeigewahrsam
Nach zwei aufeinander folgenden Verkehrsblockaden am Stachus in München vom 3. November 2022 wurde von mehreren Richtern am Amtsgericht München für zwölf Aktivisten der Letzten Generation Unterbindungsgewahrsam von dreißig Tagen angeordnet, zwei kamen noch am selben Tage wieder frei, einer musste bis zum 9. November in Gewahrsam bleiben. Nach einer Blockade am Mittleren Ring in München ordnete ein Richter im Dezember 2022 für vier Aktivisten der Letzten Generation vier bzw. dreißig Tage Unterbindungsgewahrsam an, zum Teil über Weihnachten. Begründet wurde dies mit der Gefahr „beharrlicher Wiederholung“. Der bayerische Innenminister Joachim Herrmann verteidigte den längerfristigen Gewahrsam, weil es sich um „unbelehrbare Wiederholungstäter“ handele. In einer Entscheidung vom 7. Dezember 2022 des Amtsgerichts München wurde dagegen die Fortdauer des Unterbindungsgewahrsams abgelehnt. Der Gewahrsam sei nicht geeignet, verstoße gegen das Übermaßverbot und es sei zweifelhaft, ob das Festkleben auf der Fahrbahn als Nötigung zu bewerten sei. In einer anderen veröffentlichten Entscheidung des Amtsgerichts München vom vorhergehenden Tage wurde nach einer Straßenblockade die Fortdauer des Gewahrsams bis zum 11. Dezember angeordnet, in einer weiteren vom 5. Dezember für einen Monat (insbesondere weil kürzlich ein Gewahrsam von drei Wochen vorangegangen war). Aufsehen und Kritik erregte die präventive Festnahme von Simon Lachner im Juni 2023, bei der dieser mittags von Polizisten aus seinem Haus mitgenommen wurde, da er für den Nachmittag eine Klebeaktion in der Regensburger Innenstadt angekündigt hatte. Diese fand dann ohne ihn statt, der Gewahrsam endete am Abend. Im Oktober 2023 stellte das Landgericht Nürnberg-Fürth auf Beschwerde des Polizeipräsidiums Mittelfranken im Nachhinein die Rechtmäßigkeit eines geplanten Unterbindungsgewahrsams gegen einen Angehörigen der Letzten Generation fest. Das Landgericht begründete seine Entscheidung unter anderem damit, dass es in der Risikosphäre des Betroffenen liege, wenn dieser fortwährend mit der Begehung von konkreten Straftaten drohe.

### Sonstige juristische Auseinandersetzung
In Berlin wurden von Januar bis Mai 2023 nach Angabe der dortigen Polizei 66 Ermittlungsverfahren von Amts wegen aufgrund mutmaßlicher Straftaten eingeleitet, die sich gegen die Aktivisten der Letzten Generation richteten; im Jahr 2022 waren es 18 Ermittlungsverfahren. Die Letzte Generation selbst stellte keine Anzeigen. Nach Recherchen des Rundfunk Berlin-Brandenburg gab es Stand Juli 2023 bundesweit 142 Ermittlungsverfahren wegen Übergriffen auf Aktivisten der Letzten Generation, in den meisten Fällen wegen Körperverletzung. 99 Fälle entfielen davon auf Berlin. Die Berliner Staatsanwaltschaft habe davon in keinem Fall eine Rechtfertigung durch Notwehr angenommen. Nach einer Erhebung des Deutschen Richterbundes gab es 2023 von Jahresbeginn bis zum September des Jahres alleine in Berlin mehr als 2.500 Verfahren gegen Personen der Letzten Generation; bei der Gruppe Extinction Rebellion waren es mehr als 400.
Am 14. April 2023 hob das Verwaltungsgericht Berlin in einer Eilentscheidung das von der Berliner Polizei gegenüber einer Person ausgesprochene Verbot auf, sich auf bestimmten Straßen in Berlin festzukleben. Bei Verstoß gegen das Verbot drohte die Polizei ein Zwangsgeld von 2000 Euro an. Das Verbot war nach dem Verwaltungsgericht zu unbestimmt, insbesondere weil die Anlage mit den Straßen, auf die sich das Verbot beziehe, nicht ausreichend lesbar sei. Zur sonstigen Rechtmäßigkeit des Verbotes machte das Gericht keine Ausführungen. Die Beschwerde der Polizei zum Oberverwaltungsgericht Berlin-Brandenburg wurde am 28. April abgewiesen.
Die Polizei in München kündigte im Dezember 2022 an, künftig die Polizeikosten zu verlangen, wenn klebende Aktivisten von der Straße gelöst werden und sie weggetragen oder weggeführt werden müssen. Das Verwaltungsgericht Berlin entschied im September 2023 in einem Eilverfahren, dass die Berliner Polizei vorerst keine Gebühren von festgeklebten Aktivisten dafür verlangen dürfe, sie von der Straße zu lösen und wegzutragen. Es bestehe keine Rechtsgrundlage für die Gebühren: Weder liege eine Ersatzvornahme noch eine unmittelbare Ausführung vor, zudem habe die Maßnahme „nicht der Gefahrenabwehr für Personen, Sachen oder Tiere gedient“. Das Oberverwaltungsgericht gab Mitte September 2024 einer entsprechende Klage von Betroffenen recht. Da gegen 662 der 1300 behandelten Fälle Einspruch eingelegt worden sei, müsse die Berliner Landespolizei demnach knapp 160.000 Euro an die Aktivisten zurückzahlen.
Ob Aktivisten für Schäden wegen Beeinträchtigung des Flugbetriebs aufkommen müssen, ist rechtlich ungeklärt und streitig. In London wurden zwei Aktivisten der vergleichbaren dortigen Gruppe Just Stop Oil im Februar 2023 verurteilt, umgerechnet knapp 4.000 Euro Entschädigung für Neubemalung und Reinigung an Madame Tussauds Wachsfigurenkabinett zu zahlen, weil sie dort einem Abbild von König Charles III. veganen Schokoladenkuchen ins Gesicht gedrückt hatten.

## Vernetzung und Finanzierung
Die Letzte Generation ist Teil des A22-Netzwerks, dessen Hauptfinanzierer der kalifornische Climate Emergency Fund (CEF) ist, den die US-amerikanischen Philanthropen Aileen Getty, Rory Kennedy und Trevor Neilson 2019 gründeten. Nach eigenen Angaben besteht eine Vernetzung mit Klimaschutzgruppen in neun Ländern. Dies sind unter anderem in Kanada Save Old Growth, Fireproof Australia aus Australien, die französische Gruppe Derniere Renovation, Ultima Generazione (Italien), die US-Gruppe Declare Emergency, die Briten von Insulate Britain und Ostatnie Pokolenie (Polen). 2022 ging man ein Bündnis mit den Klimaschutzgruppen End Fossil Occupy, Debt for Climate, Eltern gegen die Fossilindustrie und Scientist Rebellion als einem Ableger von Extinction Rebellion ein. In der Schweiz ist Renovate Switzerland aktiv, wie etwa am 7. April 2023 mit der Sperrung des Nordportals des Gotthard-Strassentunnels.
Den größten Teil ihrer finanziellen Unterstützung erhält die Aktionsgruppe eigenen Angaben nach durch Spenden. Im Jahr 2022 wurden so über 900.000 Euro eingenommen. Der CEF beteiligte sich darüber hinaus mit rund 50.000 Euro an der Initiative „Gemeinnützige Bildungsarbeit zur Unterstützung von Letzte Generation“, welche unter anderem Vorträge durchführt, nicht aber direkt an den Protesten beteiligt ist. Der Filmproduzent und Spender von 4 Millionen Dollar Adam McKay ist seit 2022 im Vorstand. Die Stiftung unterstützt auch andere Umweltschutzgruppen wie Extinction Rebellion. Die Ausgaben der „Letzten Generation“ beliefen sich auf 535.519 Euro, davon rund 250.000 Euro für Mietkosten für Wohnungen, in denen Aktivisten wohnen. Auch Autos wurden laut dem Transparenzbericht der Organisation angemietet. Fast 100.000 Euro zahlten die Aktivisten für Materialien, für Anwalts- und Gerichtskosten sowie „Prozesstrainings“ schlugen rund 18.000 Euro zu Buche.
Nicht berücksichtigt sind Gehälter, die gruppennahe Organisationen wie der Verein Wandelbündnis an Aktivisten zahlen. RTL berichtete im Februar 2023, dass 41 angestellte Aktivisten bis zu 1200 Euro im Monat erhielten. Die Letzte Generation betont in diesem Zusammenhang, dass Aktivisten kein Geld für Straßenblockaden, sondern für Bildungsarbeit zur Klimakrise bekämen. Die Bezahlung werde über Umwege organisiert. Die „Letzte Generation“ verkaufe auf ihrer Homepage T-Shirts, deren Erlöse in die USA an den CEF gingen. Von dort komme das Geld zurück an den Berliner „Verein für den sozial-ökologischen Wandel“, der die Aktivisten anstelle. Rechnungen z. B. für die Materialien sollen laut internen Anweisungen an den gemeinnützigen Verein ausgestellt werden, die dann von diesem steuerlich abgesetzt werden können.
In Österreich bestehen Überschneidungen der „Letzten Generation“ mit der Umweltaktionsgruppe Extinction Rebellion sowie der Protestbewegung gegen die Stadtstraße Aspern. So wird etwa die Website der Letzten Generation Österreich von Compassionate Revolution Ltd., dem hinter Extinction Rebellion stehenden Unternehmen, betrieben. Dabei handelt es sich um eine britische haftungsbeschränkte Kapitalgesellschaft mit Sitz in der Londoner City, die 2022 Einnahmen von 1,6 Millionen Pfund und einen Gewinn von etwa 66.000,- Pfund verzeichnete. Eigentümerin dieser Gesellschaft ist die ebenfalls an dieser Adresse in London ansässige Climate Emergency Action Ltd. mit einer Spezialistin für internationale Schadenersatzklagen, insbesondere für Reparationszahlungen aufgrund der britischen Kolonialzeit, als Geschäftsführerin. Aufgrund der Eigentümerstruktur sind die Gesellschafter dieses Unternehmens nach britischem Recht der Öffentlichkeit verborgen.
Ende April 2023 verkündete Alfred Platow, Vorstandsvorsitzender der Ökoworld AG, das Unternehmen wolle künftig Aktivisten der Letzten Generation die in manchen Bundesländern Deutschlands und Österreichs erhobenen Gebühren für die Loslösung vom Straßenbelag erstatten. Die Letzte Generation sprach in Folge vom „erste[n] börsennotierte[n] Unternehmen, das in den zivilen Widerstand“ der Organisation investiere, allerdings nahm Ökoworld das Angebot wenig später aufgrund öffentlicher Kritik zurück. Platow kündigte an, stattdessen aus eigenen Mitteln und denen anderer Privatpersonen 20.000 Euro an einen Fonds zu überweisen, der Klimaaktivisten mit Rechtsberatung und sonstigen Unterstützungsleistungen ausstattet.
Im September 2023 nahm die Letzte Generation über 300.000 Euro durch eine Spendenaktion ein. Ein Unternehmer verdoppelte den Betrag und kommentierte: „Ich finde die Klebeaktionen schlecht und würde mir wünschen, dass es einen Strategiewechsel gibt“ und „Aber als mich Carla Hinrichs, die Sprecherin der ‚Letzten Generation‘, fragte, welche andere Protestform ich empfehlen würde, die von unseren Politikern auch nur halbwegs registriert würde, ist mir auch keine bessere Möglichkeit eingefallen …“
Das LG-Mitglied Wolfgang Metzeler-Kick befand sich im Zeitraum März bis Juni 2024 mit der Gruppe „Hungern bis ihr ehrlich seid“ im Hungerstreik, um gegen die Klimakrise zu protestieren und die Bundesregierung zur Anerkennung des Problems zu bewegen.

## Rezeption

### Politik
Die Co-Vorsitzende der Partei Bündnis 90/Die Grünen Ricarda Lang verteidigte Anfang Februar 2022 mit Blick auf die Aktionen der Gruppe zivilen Ungehorsam, solange er niemanden gefährde. Die Gesellschaft müsse sich fragen, „warum junge Menschen zu solchen Mitteln greifen“. Lang distanzierte sich jedoch wenige Tage später von den Aktionen der Gruppe, da von den Blockaden auch ein Rettungsfahrzeug betroffen war.
Später kritisierte der Co-Vorsitzende der Partei Bündnis 90/Die Grünen Omid Nouripour die Protestmethoden der Gruppe; ihm fehle das Verständnis für die Blockade wichtiger Straßen. Für ihn habe das Angehen kritischer Infrastruktur, die Bedrohung von Menschen und das Aussprechen von Ultimaten mit Demokratie nicht mehr viel zu tun.
Bundesminister Cem Özdemir (Bündnis 90/Die Grünen) kritisierte die Straßenblockaden als schädlich für das gemeinsame Ziel eines Gesetzes gegen Lebensmittelverschwendung. Man könne keine Mehrheiten gewinnen, wenn man Krankenwagen, Polizei oder Erzieherinnen auf dem Weg zur Arbeit blockiere.
Die Berliner Bürgermeisterin Franziska Giffey (SPD) forderte eine strafrechtliche Verfolgung der Aktivisten, dies wurde jedoch von der Berliner Staatsanwaltschaft via Twitter zurückgewiesen. Bereits im Februar 2022 hatte Justizminister Marco Buschmann (FDP) die Umweltministerin Steffi Lemke (B90/Grüne) für ihr geäußertes Verständnis für Autobahnblockaden kritisiert; „unangemeldete Demos auf Autobahnen“ seien und blieben „immer rechtswidrig“. Juristen verweisen indes darauf, dass eine rechtswidrige Nötigung nur beim Einsatz aggressiver Gewalt vorliege; friedliche Straßenblockaden seien durch Entscheidungen des Bundesverfassungsgerichtes geschützt.
Im November 2022 meinte Alexander Dobrindt (CSU) in einem Gastbeitrag für die Bild am Sonntag eine Radikalisierung bei der Letzten Generation, die er als „Klimachaoten“ bezeichnete, zu erkennen und warnte vor einer „Entstehung einer Klima-RAF“. Dobrindt verharmlose damit „den damaligen Terror und verhöhnt das Leid der Opfer und Hinterbliebenen“ der RAF, so Ricarda Lang. Auch aus der eigenen Partei erhielt Dobrindt Widerspruch. Auch Thomas Haldenwang, Präsident des Verfassungsschutzes, und die RAF-Experten Wolfgang Kraushaar und Butz Peters widersprachen ihm. Der damalige niedersächsische Innenminister Boris Pistorius (SPD) wies die Forderung der Parteien CSU und CDU nach härteren Strafen gegenüber Aktivisten der Gruppe zurück. Ihm zufolge ist Polizeigewahrsam für Klima-Aktivisten „mit Kanonen auf Spatzen zu schießen“ und hat im Rechtsstaat nichts zu suchen.
Nach der früheren Bundeslandwirtschaftsministerin Renate Künast (Bündnis 90/Die Grünen) sei die Form des Protests der letzten Generation ein Problem, da „der Kern des Problems nicht mehr diskutiert wird, sondern nur noch die Frage ,ist das ein legitimer Protest?‘“.
In einem Gastbeitrag für Die Zeit meinten Konstantin von Notz und Katharina Schulze von Bündnis 90/Die Grünen, dass die radikalen Klimaaktivisten der Letzten Generation der gesellschaftlichen Akzeptanz ihrer politischen Forderungen schadeten. Ihretwegen das Strafrecht zu verschärfen, sei ebenso falsch. Die Präventivhaft von Mitgliedern der Letzten Generation nach dem bayerischen Polizeiaufgabengesetz stelle einen erheblichen Eingriff in das Grundrecht der Freiheit der Person und einen „eklatanten Verstoß gegen jede Verhältnismäßigkeit dar“. Der Vergleich mit der RAF verharmlose deren Terror dramatisch, da diese zahlreiche Menschen kaltblütig ermordet hat.
Gregor Gysi (Die Linke) bat den deutschen Bundeskanzler im Dezember 2022 per Brief darum, das Gespräch mit Aktivisten der Letzten Generation zu suchen bzw. diese zu empfangen. So könne man sie vielleicht auch von Arten des Protests wegbringen, die viele nerven, sagte er.
Im Februar/März 2023 trafen sich die Oberbürgermeister von Hannover, Tübingen und Marburg unabhängig voneinander mit Vertretern der Letzten Generation und signalisierten Unterstützung für deren Forderungen, worauf diese erklärte, in diesen Städten keine Protestaktionen mehr durchführen zu wollen. Ähnliche Gespräche erfolgten in Greifswald und Lüneburg. Stefan Fassbinder und Claudia Kalisch unterstützten in Folge zentrale Forderungen der Letzten Generation, kritisierten jedoch die Aktionsformen zur Anbahnung der Gespräche. Solche Deals lösten in mehreren Bundestagsfraktionen scharfe Kritik aus bis hin zum Vorwurf der Erpressung. Volker Schmidt, Hauptgeschäftsführer der Arbeitgeberverbände Niedersachsen, sprach von Unterstützung der „politischen Forderungen von Straftätern“. Oberbürgermeister mehrerer anderer deutscher Großstädte schlossen ein solches Vorgehen aus.
Die Hamburger Behörden dagegen leiteten die Forderungen vom 6. März 2023 an die Generalbundesanwaltschaft in Karlsruhe weiter, weil sie einen Verstoß gegen § 105 und § 106 (Nötigung von Verfassungsorganen bzw. von Mitgliedern eines Verfassungsorgans) bedeuten könnten. Daraufhin verzichtete die Letzte Generation darauf, die inkriminierte Formulierung in weiteren Briefen zu verwenden. Es kam zu Gesprächen mit Mitgliedern der Bürgerschaftsfraktionen der SPD und der Grünen.
Brandenburgs Ministerpräsident Dietmar Woidke begrüßte im Mai 2023 die Entscheidung des Landgerichts Potsdam, in der der Anfangsverdacht hinsichtlich Bildung krimineller Vereinigungen bejaht worden war. Es sagte: „Es gibt eine Verabredung zur Begehung von Straftaten.“ Zuvor sahen bereits der Brandenburger Innenminister Michael Stübgen und die dortige Justizministerin Susanne Hoffmann Anhaltspunkte für eine Bewertung der Letzten Generation als kriminelle Vereinigung. Dagegen merkte die SPD-Vorsitzende Saskia Esken im Nachgang der im gleichen Monat erfolgten Razzien an, dass die gewählten Mittel stets verhältnismäßig sein müssten.
Die Vereinten Nationen heben die Bedeutung von Klimaschützern und deren Aktionen hervor: „Klimaaktivisten – angeführt von der moralischen Stimme junger Menschen – haben ihre Ziele auch in den dunkelsten Tagen weiter verfolgt. Sie müssen geschützt werden, und wir brauchen sie jetzt mehr denn je“. Sie hätten in „entscheidenden Momenten maßgeblich dazu beigetragen, Regierungen und Wirtschaftsführer dazu zu bewegen, viel mehr zu tun“. Ohne sie wären die weltweiten Klimaziele bereits außer Reichweite, sagte Stephane Dujarric. Zugleich sagte der Sprecher von UN-Generalsekretär António Guterres, Regierungen hätten trotz des herrschenden Grundrechts auf friedliche Demonstrationen natürlich die Verantwortung, Gesetze durchzusetzen und die Sicherheit zu gewährleisten.
Beim Kirchentag in Nürnberg sagte der Grünen-Politiker und Bundesminister Robert Habeck im Juni 2023, der Protest der Letzten Generation erzeuge nur Ärger und Zorn und treibe die Leute weg; er sei keine Hilfe beim Klimaschutz.
Innenministerin Nancy Faeser (SPD) äußerte ebenfalls im Juni 2023, wir akzeptieren nicht, dass Aktivisten die Rechte anderer verletzen. Dem Klimaschutz nutze das überhaupt nichts, im Gegenteil: Die Aktivisten schaden der Akzeptanz massiv. Faeser verteidigte, dass die Polizei einschreitet und Aktivisten vor Gericht landen.
Der EU-Parlamentarier und Satiriker Martin Sonneborn (Die PARTEI) veröffentlichte Mitte Juni 2023 eine Videobotschaft, in der er das juristische Vorgehen gegen Beschuldigte der Letzten Generation mit der Verfolgung von „Gedankenverbrechen“ verglich. Er forderte, „keine weiteren Haftstrafen mehr gegen Leute zu verhängen, die sich friedlich für das Überleben der Menschheit einsetzen“.
Nach einer Allgemeinverfügung durch den Stuttgarter Oberbürgermeister Frank Nopper, die das Festkleben im Straßenraum ab dem 8. Juli 2023 untersagt, blockierten mehrere Stuttgarter Stadtratsmitglieder um Hannes Rockenbauch zwei Fahrstreifen der Hauptstätter Straße.

### Wissenschaft
Der Klimaforscher Mojib Latif bezeichnet die Protestaktionen der Letzten Generation als „völlig kontraproduktiv“. In einer demokratischen Gesellschaft seien sie „ein No-Go“: Wenn jeder, der ein berechtigtes Anliegen hat, sich festkleben oder irgendwelche Kunstwerke beschädigen oder bewerfen würde, würde die Gesellschaft im Chaos enden. Der Zweck heilige nicht die Mittel.
Laut dem Sozialphilosophen Robin Celikates riskieren die Aktivisten mit ihren Blockadeaktionen bis zur Einführung eines Essen-Retten-Gesetzes den Vorwurf der Nötigung, wenn sie keine zusätzliche Überzeugungsarbeit in der breiten Öffentlichkeit leisten. Den von konservativen Kreisen vertretenen Vorwurf der Erpressung hält er für eine Diffamierung, da die Aktivisten keine Bereicherung anstreben. Laut Celikates, der sich mit der Erforschung des zivilen Ungehorsams beschäftigt, wollen die Aktivisten die Politik zum Handeln bewegen und durch Blockaden die Kosten in die Höhe treiben. Für Celikates gehören Protestformen wie ziviler Ungehorsam zur Demokratie und seien keine antidemokratische Praktik.
Der Politikwissenschaftler Alexander Straßner sieht Gruppen aus der Klimaschutzbewegung wie Letzte Generation, Ende Gelände und Extinction Rebellion besonders kritisch. Aufgrund der Blockaden von Straßen und Kohlekraftwerken warnt er vor einer weiteren Radikalisierung und sieht Parallelen zu den ersten RAF-Mitgliedern. Den Vergleich von Gruppen der Klimaschutzbewegung mit der linken Terrororganisation RAF kritisierte der hannoversche Landesbischof Ralf Meister, da er überzeugte Klimaaktivisten diskreditiere. Der Politikwissenschaftler Wolfgang Kraushaar hält den Vergleich mit der RAF ebenfalls für unangemessen. Er sehe keine Vorstufe zu einer solchen Entwicklung wie etwa die Kaufhaus-Brandstiftungen 1968. Die Politik „täte gut daran, sich nicht in den gleichen Überbietungswettbewerb zu begeben, in dem sich die ‚Letzte Generation‘ bereits befindet“.
Der Theologe und Sozialethiker Andreas Lob-Hüdepohl, seit 2016 Mitglied im Deutschen Ethikrat, hält das Störelement solcher Protestaktionen „als solches nicht für verwerflich“. Es liege in der Natur der Sache, müsse aber verhältnismäßig sein. Viel zu wenige seien „bereit, das eigene Handeln im Alltag zu ändern oder entsprechende politische Vorgaben zu unterstützen“. Deshalb rührten die Blockierer „an das tiefe schlechte Gewissen vieler Menschen, insbesondere auch politischer Akteure“.
Die Kriminologin Katrin Höffler bezweifelt die Wirksamkeit von im öffentlichen Diskurs und Teilen der Politik geforderten Strafverschärfungen. Sie hält diese sogar für kontraproduktiv. Sie legt dar, dass mögliche Grundrechtseinschränkungen mit dem Ziel der Prävention der Radikalisierung aus verschiedenen Gründen nicht funktionieren. Einerseits wegen der erhöhten Betroffenheit und damit großen Motivation in der jungen Täter- und Sympatisantenkohorte, anderseits auch aus entwicklungskriminologischen Aspekten der Altersgruppe. Neben der straftheoretischen Bewertung führt Höffler die Gefahren durch eine fehlgeleitete Kriminalpolitik an, die zu einer Erhöhung des Handlungsdruckes in den Reaktionsmustern gemäß der Anomietheorie führen kann. Stattdessen empfiehlt sie, „diese Stimmen zu hören, anstatt sie zu Sündenböcken zu machen, sich auf die strafende Gesellschaft zurückzuziehen, die ihre eigene Ohnmacht (über die Komplexität der Aufgabe, den Klimawandel abzumildern) dadurch kaschiert, dass sie die Protestierenden abstraft.“
130 Beschäftigte der Universität Passau, darunter 26 Professoren, riefen im Februar 2023 in einer offenen Stellungnahme zu Besonnenheit im Umgang mit den Aktionen der Letzten Generation auf, an denen sich auch Studierende der Universität beteiligt hatten. Die Unterzeichner würden einige dieser Aktionen nicht befürworten und „die besondere Beanspruchung insbesondere der Ordnungskräfte“ anerkennen, bezeichneten die jungen Studierenden aber „weitgehend als besonnen und friedliebend“, die „mit großem zivilgesellschaftlichen Engagement gemeinnützige Ziele, die wir alle teilen“ verfolgten, nämlich „im Angesicht der nahenden Klimakatastrophe die CO2-Emissionen in Deutschland drastisch zu verringern und die Zerstörung unserer Lebensgrundlagen zu beenden“. Scientists for Future Deutschland unterstützte den Offenen Brief und wandte sich ebenfalls gegen diskriminierende Bezeichnungen der Aktivisten der Letzten Generation.
Die Wirtschaftspsychologin an der Hochschule Bonn-Rhein-Sieg, Maria-Christina Nimmerfroh, beschrieb am 19. April 2023 im MDR die internen Strukturen der Organisation:

„Es gibt einen großen Unterschied zu linken Gruppierungen, die heute in Deutschland aktiv sind. Für linke Gruppen ist der Staat traditionell eine Art Gegner, vor dem man sich versteckt und zurückzieht und wo man keinen Einblick in die Aktivitäten gewinnt. Die letzte Generation instrumentalisiert den Staat, insbesondere Polizei und Justiz, und integriert das in die eigenen Marketingaktivitäten, eben zum Beispiel durch das Zurschaustellen von Wegtragen oder durch die Zelebrierung von Gerichtsprozessen. Das ist eine völlig andere Sicht auf den Staat und damit auch eine völlig unterschiedliche Organisationskultur. Die letzte Generation ist sehr zentralistisch organisiert.“

In der FASZ vom 16. Juli 2023 beurteilte Nimmerfroh die Struktur und Ziele der Letzten Generation folgendermaßen:

„Sie sehen sich als Speerspitze einer revolutionären Idee. Die wollen eine gesellschaftliche Veränderung, natürlich in der Hoffnung, dass sich damit auch Klimaschutzmaßnahmen verändern. Aber die Protestform, der zivile Widerstand, ist zum Selbstzweck geworden.“

Im Interview mit der Tagesschau erklärte sie aus ihrer Sicht das psychologische Phänomen, warum die Aktionen der Letzten Generation so viel Ablehnung hervorrufe:

„In der Psychologie sprechen wir von Reaktanz – der Reaktion auf Freiheitseinschränkungen. Menschen versuchen normalerweise, ihre Freiheit wieder zu erlangen. Und der erste Impuls als Reaktion auf die Blockaden ist häufig, dass die Leute einfach sauer werden.

Die Letzte Generation hat ein Logikproblem. Viele Bürger erkennen den Zusammenhang nicht zwischen: ‚Die blockieren die Straße, auf der ich fahre‘ und ‚Deshalb soll die Regierung etwas Bestimmtes tun‘.“

Noam Chomsky unterstützte in einer Videobotschaft, aufgenommen vor dem Mai 2022, die Aktionen von Just Stop Oil und sprach vom „größten Leid und Ungerechtigkeit in der Geschichte der Menschheit“ durch die Klimakrise. Die Letzte Generation verwendet das Video unbearbeitet im eigenen Youtube-Kanal.
Der frühere Verfassungsgerichtspräsident und Hochschullehrer Andreas Voßkuhle bezeichnete das Vorgehen der Letzten Generation als „harmlose Sandkastenspiele“. Er sagte, dass die Wahl der Methoden lediglich aufmerksamkeitsökonomisch begründet liege. Der Staatswissenschaftler Helge Peukert attestierte der Letzten Generation „eine Lücke zwischen Diagnose und Forderungskatalog“. Den „moderaten Zielsetzungen“ der Letzten Generation stellte er infolge einen Forderungskatalog gegenüber, der der Ansprache der Klimakrise angemessener sei.
Ein WZB-Preprint unter Beteiligung von Swen Hutter legt nahe, dass die gewählte Protestform der Letzten Generation und anderer Gruppen wenig bis keinen direkten Effekt auf die Haltung der Bevölkerung zum Klimaschutz habe. Vielmehr zeige sich eine Polarisierung entlang bereits zuvor eingenommener politischer Positionen und Lager. Frühere Studien zu gewaltlosen Protestformen der Klimabewegung suggerieren, dass radikale Protestformen die Problemwahrnehmung bei moderat positionierten Personen stärken und bereits sympathisierende Menschen zu eigenem Engagement bewegen.
Die Historikerin Hedwig Richter rechtfertigte die mit der Farb-Attacke der Letzten Generation auf das Brandenburger Tor im September 2023 entstandene „Wunde“ mit der „Erinnerung an die Zerstörung, die die Menschen tagtäglich vollbringen.“ Zur Wirkung der Gruppe insgesamt verwies sie auf den radical flank effect, demzufolge eine aktive radikale Gruppe durch ihre Radikalität und Unbeliebtheit eine weniger radikale Gruppe legitimiere, in diesem Fall Fridays for Future. Dieser Effekt wurde in Großbritannien zwischen den ähnlich positionierten Klimabewegungen Just Stop Oil und Friends of the Earth nachgewiesen.

### Journalismus
Der Journalist Reinhard Mohr beschrieb in der NZZ die Gruppe als sektiererisch und demokratieverachtend mit ihrer Einstellung, dass nur „eine kleine, radikale Minderheit, eine selbstlose und hellsichtige politische Avantgarde“ uns vor der endgültigen Katastrophe retten könne.
Der Journalist Christoph von Marschall (Der Tagesspiegel) sieht eine Diskrepanz zwischen „der Selbstsicht der Protestierer und ihrer Wahrnehmung durch die Bürger“. Die Wut der Autofahrer entzünde sich weniger an den Verkehrsbehinderungen, sondern „eher an der elitären Arroganz, die aus der Selbstinszenierung der Letzten Generation spricht“. Die Bewegung trete auf, „als sei sie im Besitz einer absoluten Wahrheit“. Sie nehme sich das „Recht zur Selbstjustiz und vertraut darauf, dass der Staat die Opfer ihrer Blockaden hindert, ebenfalls zur Selbstjustiz zu greifen“.
Eva von Redecker, die angesichts der Dringlichkeit für entschiedenere Handlungen plädiert, kommentierte die Aktionsformen der Letzten Generation mit: „Wenn man denkt, dass Militanz jemals in der Geschichte ethisch gerechtfertigt war, dann sind es auch diese Proteste“.
Der Journalist Stefan Niggemeier kritisierte am 4. November 2022 im Blog Übermedien eine Äußerung von Innenministerin Nancy Faeser zu der Blockade der Berliner Stadtautobahn A 100 am 31. Oktober 2022 als Vorverurteilung sowie die empörte Berichterstattung in den Medien und die Äußerungen von Politikern „nach dem Motto: Seht her, wir haben es immer gesagt, und nun habt ihr ein Menschenleben auf dem Gewissen.“
Laut einer Umfrage von Civey für Spiegel Online im November 2022 lehnte eine große Mehrheit der Bevölkerung die Protestformen der Letzten Generation ab. Eine große Mehrheit meinte weiterhin, dass die Bundesregierung nicht genug unternehme, „um die Bürger vor den Folgen des Klimawandels zu schützen“. Laut einer Umfrage der Forschungsgruppe Wahlen für das ZDF-Politbarometer im März 2023 gehen einer großen Mehrheit die Blockaden von Hauptverkehrsstraßen durch Aktivisten zu weit. Vereinbarungen der Letzten Generation mit deutschen Großstädten begrüßt eine Mehrheit.
Aufsehen erregten Angehörige der Letzten Generation, die sich bei Gerichtsverhandlungen entschuldigen ließen, weil sie einen Flug nach Bali oder eine Kreuzfahrt gebucht hatten. Ein Sprecher erklärte zum ersten Fall, die Aktivisten seien als Privatleute und nicht als Klimaschützer gereist.
Ines Schwerdtner bezeichnete das Vorgehen der Gruppe als „strategische Sackgasse, weil genau die breite Masse eher genervt auf die Aktionen reagiert, selbst wenn sie grundsätzlich nicht einmal etwas gegen Klimaaktivismus haben.“ Ihrer Meinung nach müsse sich Protest daran bemessen, „ob sich eine kritische Öffentlichkeit und ein Solidarisierungseffekt einstellt, weil er sich gegen herrschende Interessen stellt.“
Im März 2023 berichtete das NDR-Medienmagazin Zapp unter der Überschrift „Radikal umstritten“ von einem Medienhype um Klimaaktivisten.
Samira El Ouassil kommentierte den Aktionsfokus der Letzten Generation auf Luxussymbole und Verantwortungsträger in Der Spiegel 2023 als „konsequente Entwicklung ihres Aktivismus“, da sie sinngemäß die Normalität des Verhaltens von Superreichen und Entscheidungsträgern in Frage stelle.
Nick Reimer erinnerte 2024 in der taz daran, dass Wolfgang Schäuble 2019 es als großes Glück bezeichnete, auf die Malediven zu fliegen oder Venedig zu besuchen, wir jedoch von diesem Glück sparsamer Gebrauch machen sollten. In diesem Sinne ordnete Reimer den Protest als „friedlich, legitim und notwendig“ ein.

### Kunst und Kultur
Unter dem Titel „Klimaschutz ist kein Verbrechen“ solidarisierten sich im November 2022 Künstler mit der Letzten Generation. In dem offenen Brief hieß es: „Wir als Künstler*innen sind traditionell stolz darauf, Haltung zu zeigen, politisch zu sein. (…) Das sind die Maßstäbe, an denen wir uns in dieser entscheidenden Phase der Menschheitsgeschichte messen lassen müssen. Der drohende Kollaps gefährdet nicht zuletzt unsere Demokratie und damit die freiheitliche Gesellschaftsordnung, die wir als Künstler*innen für unsere Arbeit brauchen.“ Der Brief wurde bis Mitte Dezember 2022 von knapp 2.000 Kunstschaffenden unterzeichnet, unter anderem von Rainald Grebe, Kathrin Röggla, Thomas Ostermeier und Amélie Niermeyer.
Im Mai und September 2023 unterstützte eine Gruppe von Kabarettisten unter den Namen Kabarettist:innen for Future Straßenblockaden der Letzten Generation in Wien, darunter Martin Puntigam, Robert Palfrader, Günther Paal, Berni Wagner und Antonia Stabinger.
Die 2023 erschienenen Romane Mittsommertage von Ulrich Woelk und Wut von Raphael Thelen, die ZDF-Serie Aufgestaut handeln von der Letzten Generation.
Der PEN Berlin erhob im November 2023 Einspruch gegen eine mögliche Einstufung der Letzten Generation als kriminelle Vereinigung. Sein Sprecher Deniz Yücel sagte in einer Pressemitteilung:

„Man muss die Letzte Generation nicht mögen. Man kann ihre drastischen Warnungen vor einer drohenden Klimakatastrophe teilen oder für überzogene Apokalyptik halten. Man kann einige ihrer Forderungen wie die Einrichtung eines ‚Klimarates‘ für antidemokratisch halten und ihr vorwerfen, mit ihren Straßenblockaden und anderen Aktionen dafür gesorgt zu haben, dass die gesellschaftliche Zustimmung für klimapolitische Maßnahmen heute niedriger ist als noch vor einigen Jahren. Ihr – stets friedlicher – Protest darf aber nicht auf diese Weise kriminalisiert werden.“

Die Autorin Cornelia Funke sagte 2023, sie respektiere und verstehe die Verzweiflung. Den Hass, der den Aktivisten entgegenschlage, empfinde sie als verstörend. Sie werde wütend auf die, „die gerade dieses Ökosystem zerstören“ und nicht auf die Aktivisten.

### Organisationen

#### Polizeigewerkschaften
Die Deutsche Polizeigewerkschaft (DPolG) forderte in einer Pressemitteilung Ende Februar 2022 die Beobachtung der Organisation durch den Verfassungsschutz. Es gehe „nicht nur um ein paar junge Spinner, die man wegtragen kann, sondern um konkret staatsfeindliches Handeln, […]“ und „Das Leben vieler Menschen könnte konkret in Gefahr geraten […]“. Auch der Unterbindungsgewahrsam müsse ausgebaut und konsequent angewendet werden.
Die Gewerkschaft der Polizei (GdP) kritisiert die Straßenblockaden laufend. Die Aktivisten nähmen in Kauf, dass Menschen in Not länger auf die Hilfe von Polizei und Feuerwehr warten müssten.

#### Evangelische Kirche
Kristina Kühnbaum-Schmidt, Landesbischöfin der Nordkirche und Klimabeauftragte der EKD, sagte über die Aktivisten, ihre Proteste hätten im Alltag eine Unterbrechungsfunktion, wie ein Gewissen, und führte aus: „Diese Unterbrechungsfunktion nehmen wir als Kirche ja auch wahr, nämlich mindestens jeden Sonntag“. Anna-Nicole Heinrich, Präses der Synode der Evangelischen Kirche in Deutschland, sprach von einer „Unverhältnismäßigkeit, wie gerade jene behandelt werden, die zivilen Ungehorsam leisten“. Die jungen Menschen seien an einem konstruktiven Diskurs interessiert und würden in eine kriminelle Ecke gestellt. Präventivhaft sei eine Unverschämtheit. Aus der Kirche kamen jedoch auch kritische Stimmen zum Nutzen von Straßenblockaden. Mancherorts kooperieren lokale Gemeinden mit den Aktivisten und stellen Räumlichkeiten für Pressekonferenzen und Veranstaltungen zur Verfügung.

#### Verfassungsschutz
Nach einer Einschätzung des Bundesamts für Verfassungsschutz von Ende Januar 2023 bedroht die Letzte Generation weiterhin nicht die freiheitlich-demokratische Grundordnung Deutschlands. Sein Präsident Thomas Haldenwang erklärte, es gäbe zwar Versuche linksextremistischer Gruppen, Einfluss auf die Gruppierung zu nehmen. Es lägen jedoch noch keine „hinreichenden Anhaltspunkte für eine Gefährdung der freiheitlich-demokratischen Grundordnung“ vor. Zwar sei die Letzte Generation laut Der Spiegel 2022 als Prüffall eingestuft worden, damit sei laut Haldenwang aber nicht automatische eine qualitative Einschätzung verbunden.
Nach Einschätzung des Bayerischen Landesamtes für Verfassungsschutz vom April 2023 ist die Letzte Generation weder geprägt noch gesteuert von Linksextremisten. Sie hätte nicht das Ziel, „sich gegen den Staat, die Demokratie oder die Würde des Menschen zu richten“. Sie sei auch kein Beobachtungsobjekt. Auch alle übrigen Landesämter für Verfassungsschutz schätzen die Gruppierung nicht als extremistisch ein.
Die österreichische Direktion Staatsschutz und Nachrichtendienst (DSN) gab 2023 bekannt, dass wenn dann nur einzelne Personen aus dem Umfeld der Letzten Generation aufgrund ihrer parallelen Aktivität im linksautonomen Spektrum beobachtet würden. Die Letzte Generation („Last Generation“) selbst ist „aktuell nicht als linksextrem eingestuft“. Innenminister Gerhard Karner (ÖVP) äußerte Verständnis für Klimaproteste, stellte aber fest: „Die Polizei müsse konsequent gegen die extremen ‚Klimakleber‘ vorgehen“.

#### Fridays for Future
Im April 2023 sprachen 30 deutsche Fridays-for-Future-Ortsgruppen ihre Solidarität mit der Letzten Generation aus.
Im August 2023 meinte Luisa Neubauer, die führende Aktivistin von Fridays for Future, in Bezug auf die Letzte Generation, es sei nicht immer wirksamer, wenn man „doller draufhaut“. Es könne auch wirksamer sein, wenn etwas „ganz leise und unverhofft aus unerwarteten Ecken kommt“. Man müsse bedenken, dass gewisse Aktionen Menschen und politische Entscheidungsträger im schlimmsten Fall auch abschrecken können.

#### Bundeskriminalamt
Das Bundeskriminalamt (BKA) sah auch im Juni 2023 kein Risiko der Radikalisierung des Bündnisses. Auch ein Abdriften in den Extremismus könne nicht festgestellt werden. Stattdessen ziele die Gruppe in Inhalten und Auftreten auf gesellschaftliche Anschlussfähigkeit ab.

#### UN-Sonderberichterstatter für Umweltschützer
Im März 2024 kritisierte der „UN-Sonderberichterstatter für Environmental Defenders auf Basis der Aarhus-Konvention“, Michel Forst, in seinem Bericht „Staatliche Unterdrückung von Umweltprotesten und zivilem Ungehorsam – eine große Gefahr für Menschenrechte und Demokratie“ eine zunehmende Feindseligkeit gegenüber Umweltaktivisten in mehreren Ländern Europas, die als vorbildliche Demokratien gälten, darunter Deutschland und Österreich. Europäische Medienberichte konzentrierten sich häufig auf das Geschehen rund um die Demonstrationen und nicht auf die Klimakrise, die Auslöser für diese Proteste sei. Bayern warf er vor, die Ausübung des Demonstrationsrechts zu behindern, konkret mit den Ermittlungen gegen die Letzte Generation wegen Bildung einer kriminellen Vereinigung und insbesondere mit der regelmäßigen Anwendung des Präventivgewahrsams gegen ihre Aktivisten. Die Einstufung von Umweltaktivismus als mögliche Terrorbedrohung trüge dazu bei, dass „der zivile Raum schrumpft und die Vitalität demokratischer Gesellschaften ernsthaft gefährdet wird.“ Das bayerische Innenministerium wies die Kritik zurück und verteidigte den Präventivgewahrsam, der „die Verhinderung von konkret angekündigten Straftaten oder Gefährdungen anderer“ zum Ziel habe.

## Auszeichnungen
- 2023: Preis für Zivilcourage der Solbach-Freise-Stiftung

## Reportagen
- Spiegel TV: Sprühen. Kleben. Blockieren. Die „Action-Days“ der „Letzten Generation“ auf YouTube, 8. November 2022 (Laufzeit: 8 min).
- Spiegel TV: Die Klima-Aktivisten der „Letzten Generation“ auf YouTube, 5. Juli 2022 (Laufzeit: 9 min).
- Re: Klimaschutz oder Krawall? ARTE, 2023, abgerufen am 20. April 2023.
- SWR Doku: Radikal fürs Klima – Helden oder Kriminelle? auf YouTube, 28. Juni 2023 (Laufzeit: 44 min).
- Warum die Letzte Generation inzwischen auch die Grünen nervt. In: Spiegel TV, 7. Juli 2023 (55 min).